# Виды дрессировки собак

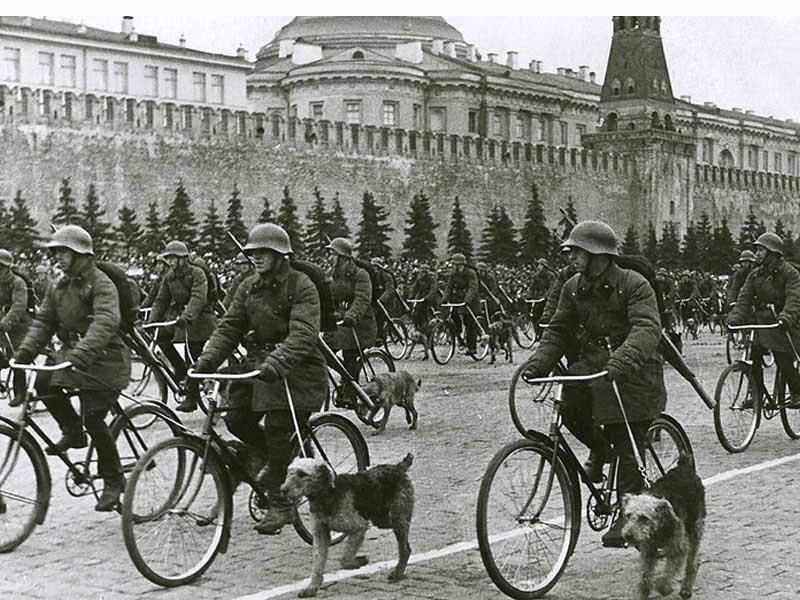
Специалисты служебного собаководства ВС Союза ССР, на велосипедах. Парад 1 мая 1938 года.

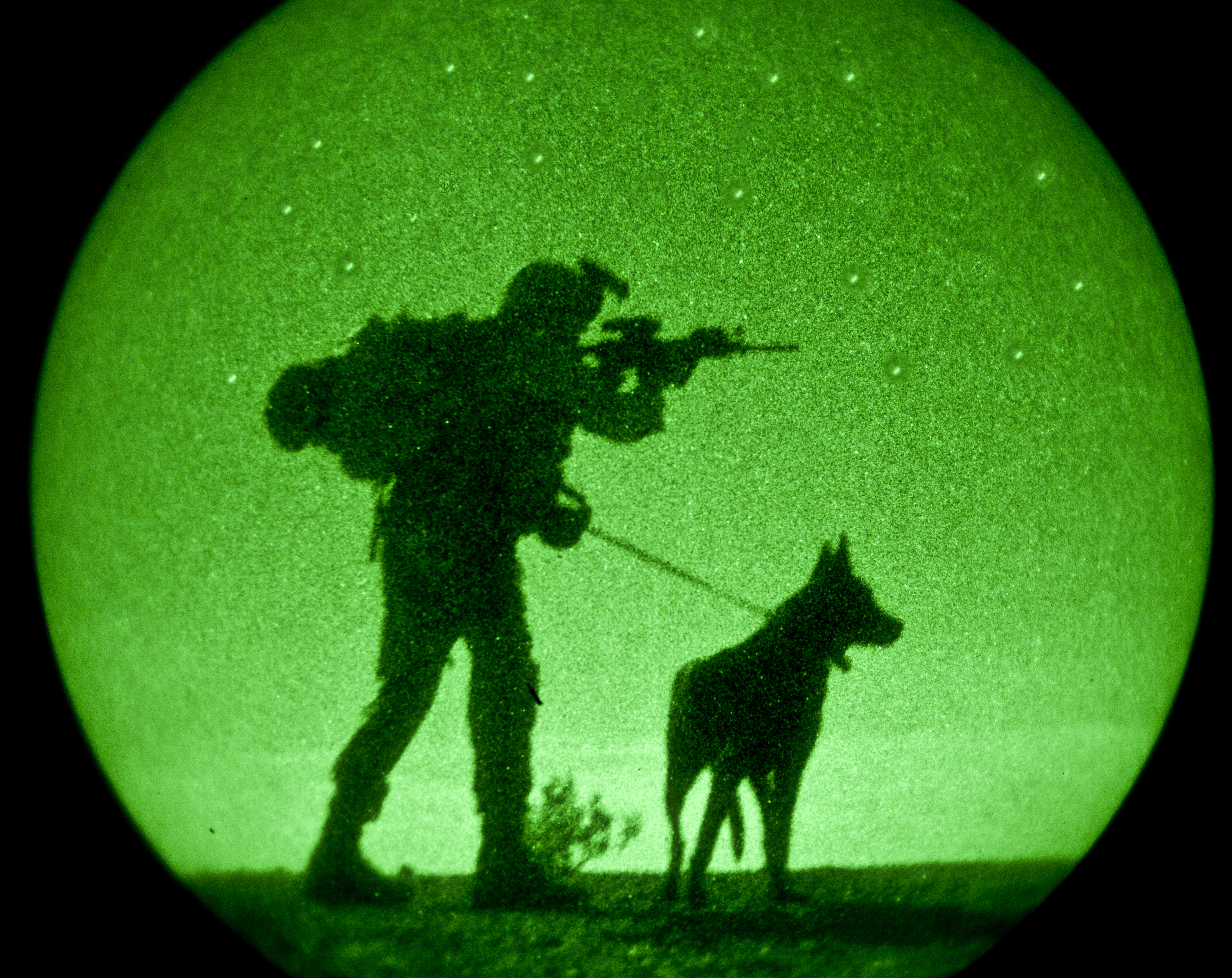
Военнослужащий со служебной собакой, в ночи.

Виды дрессировки собак — краткий очерк о видах дрессировки собак различных пород, для различных целей. 
Дрессировка собак это приучение домашних животных к определенным правильным поведению, действиям и сложным движениям (например переползание). Существуют различные виды дрессировки, позволяющие человеку использовать домашних собак как помощников или же проводить с ними досуг. Виды дрессировки делятся на служебные, социальные, спортивные и так далее, в зависимости от назначения собаки и возможности её применения в реальной жизни, а дрессировкой могут заниматься как специалисты-кинологи, так и простые любители собак, применяя следующие виды дрессировки собак:

## Российские виды служб (спортивное направление)

### Аттестация прикладных собак
Новый российский норматив аттестация прикладных собак (АПС) по дрессировке собак, ориентированный на проверку нервной системы и качества подготовки прикладных защитных собак. Это сочетание прикладной дрессировки и спортивного мероприятия. Особое внимание уделяется проверке уровня социализации собак и управляемости в нестандартных условиях при наличии большого количества раздражителей. На первом уровне АПС могут без обучения дополнительным навыкам и упражнениям успешно выступать собаки, подготовленные в рамках других нормативов: IPO, MR, ЗКС, Большой или Русский ринг.
Мероприятия по АПС служат следующим целям:
- выявление собак, пригодных для выполнения прикладной защитной работы;
- получение информации для разведения рабочего поголовья;
- улучшение подготовки собак, применяемых для несения патрульно-постовой службы;
- привлечение владельцев собак к прикладной дрессировке.

Концепция Аттестации прикладных собак состоит в том, что собака работает в осложненной обстановке. Поэтому вовремя испытаний навыки собаки должны проверяться с использованием различных раздражителей: шумовых, визуальных и тактильных. Конкретные раздражители и детали упражнений не известны участникам до начала аттестации.

### Общий курс дрессировки

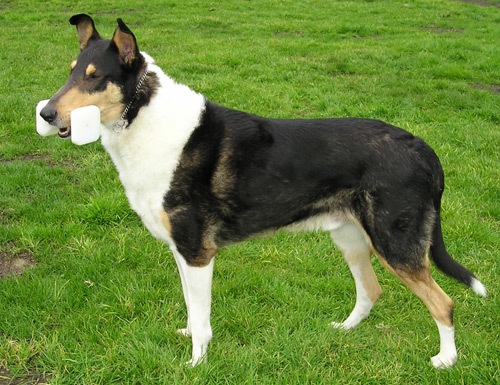
Колли выполняет апортировку

Общий курс дрессировки ОКД относится к российским национальным видам дрессировки собак. ОКД — один из наиболее универсальных нормативов по послушанию. Отличается четкими требованиями к действиям дрессировщика по управлению собакой в ринге и выполнению собакой каждого упражнения. В процессе обучения по курсу ОКД у собаки вырабатываются навыки, позволяющее управлять её поведением, как в повседневной жизни, так и в спортивно-прикладных нормативах. Разработка программы ОКД относится к 1920‑м годам, в настоящее время по нему проводятся испытания с присвоением 1-й, 2-й или 3-й степени и соревнования, региональные, национальные и монопородные чемпионаты.

### Защитно-караульная служба

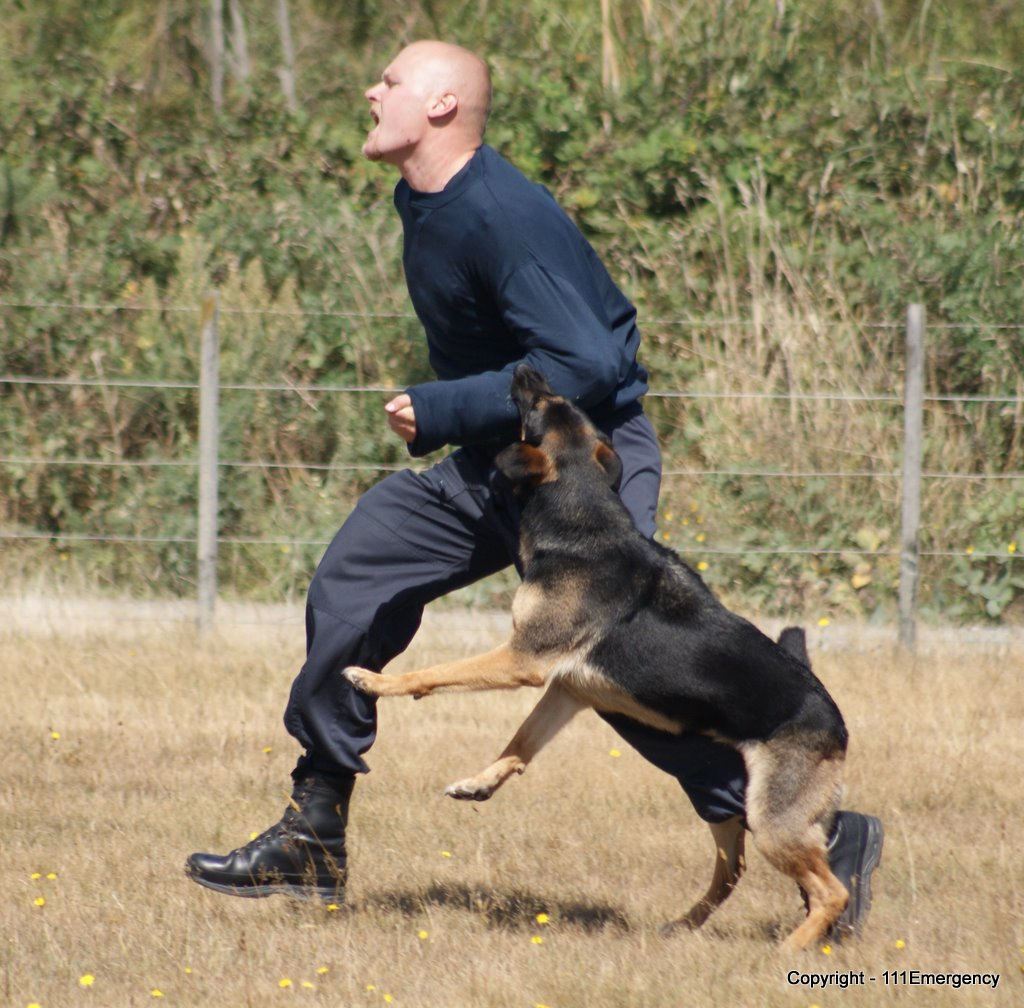
Немецкая овчарка работает защитный раздел

Своё развитие защитно-караульная служба (ЗКС) получила из военных направлений дрессировки в XX веке. В современных условиях в силовых структурах России на базе навыков ЗКС готовят разыскных собак, караульных, сторожевых, конвойных. Этот курс называется курсом специальной дрессировки и включает в себя более обширную программу подготовки в соответствии со специализацией и дальнейшим применением собаки.
Любительский курс ЗКС возник с ростом числа любителей-собаководов, которые работали с собаками служебных пород и заботились о поддержании и развитии рабочих качеств своих собак. Собаководы советской эпохи знали, что без сдачи норм ОКД и ЗКС служебные собаки не допускались к племенному разведению, причём требования к рабочим качествам кобелей были выше, чем у сук. Таким образом, программа ЗКС была взята на вооружение всеми клубами служебного собаководства СССР. Обучение собаки по курсу ЗКС позволяет полагаться на собаку как на полноценного защитника, а в случае конфликтной ситуации собака, имеющая диплом по ЗКС или иной системе подготовки собак для защиты, в случае, если она выполняла необходимые действия по защите хозяина, не считается виновной в покусах нападающего.

### Караульная служба
Караульная служба (КС) является одной из военных и полицейских систем дрессировки. Основой направления КС стали дрессировки военного направления прошлого века. На сегодняшний день КС используют во многих силовых структурах для подготовки собак разыскной, караульной, конвойной или охранной специализации. В этот дрессировочный курс входит обучение животных специальным навыкам и способностям, которые будут необходимы для дальнейшей их специализации и практического использования. Также сейчас существует курс КС для любителей. Его появление было вызвано тем, что владельцы собак служебных пород захотели развивать у своих животных полезные качества и способности. Программа дрессировки КС сейчас является основной во многих клубах служебного собаководства по всей территории СНГ.

### Разыскная служба
Разыскная служба — один из сложнейших видов деятельности служебных собак. Разыскные собаки применяются для задержания и охраны нарушителей, при обыске местности и помещений для обнаружения человека и предметов, с его запаховым следом, а также для опознания искомого человека по его запаху.

### Поисково-спасательная служба

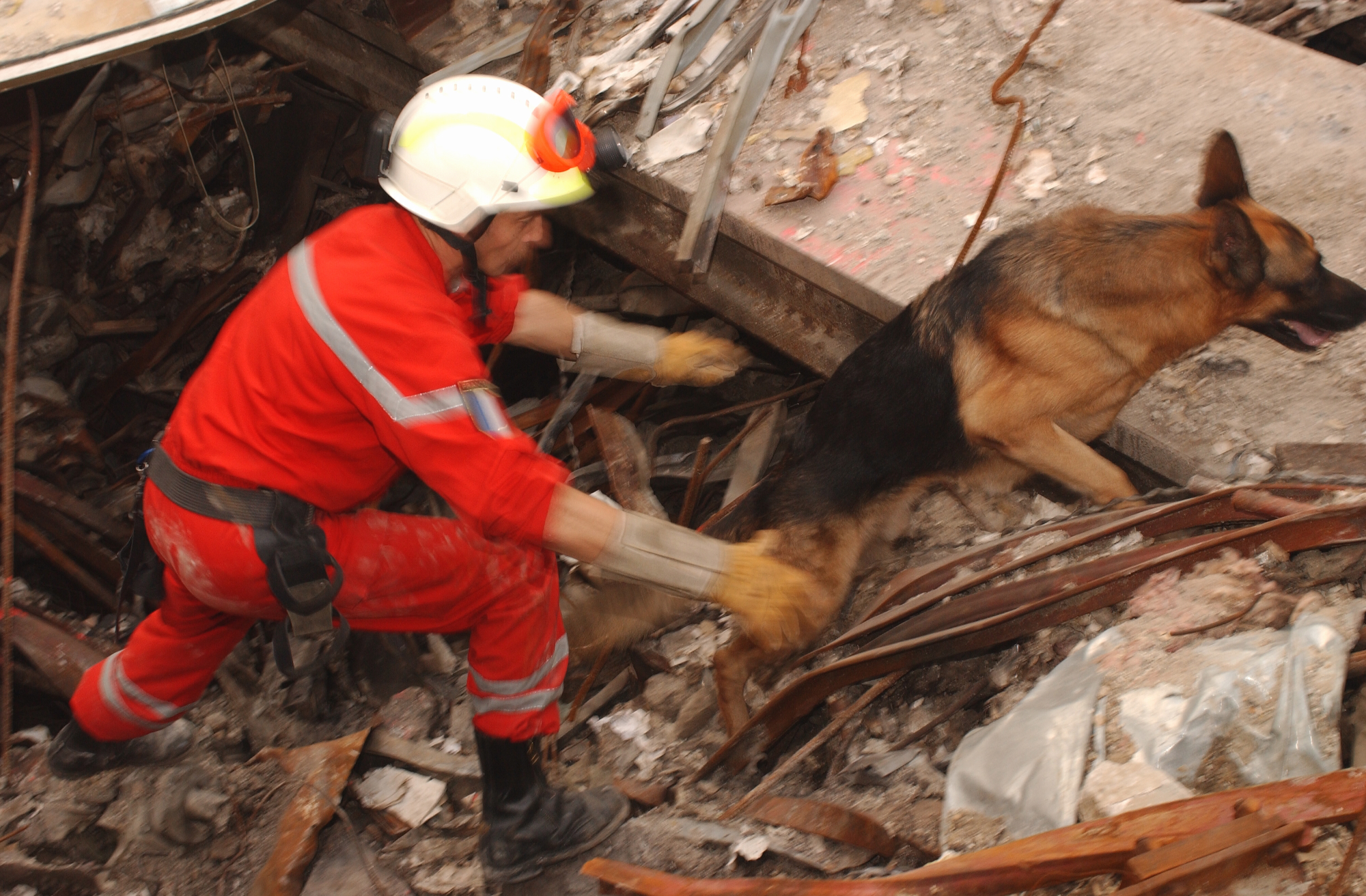
Немецкая овчарка работает поиск в техногенном завале

Поисково-спасательная служба (ПСС) — вид прикладной дрессировки собак, направленный на выработку у них умения находить и обозначать человека, потерявшегося в природной или техногенной среде. В России собаки, подготовленные по этой дисциплине, используются сотрудниками МЧС для поиска людей на завалах обрушившихся зданий, а также при пропаже людей в лесу (чаще всего ищут пожилых людей, детей и грибников). Также существует процесс официальной аттестации собак по нормативам ПСС, испытания и соревнования различных уровней сложности. МКФ признает международный соревновательный норматив по поисково-спасательной службе (IRO).

### Русский ринг. Большой ринг

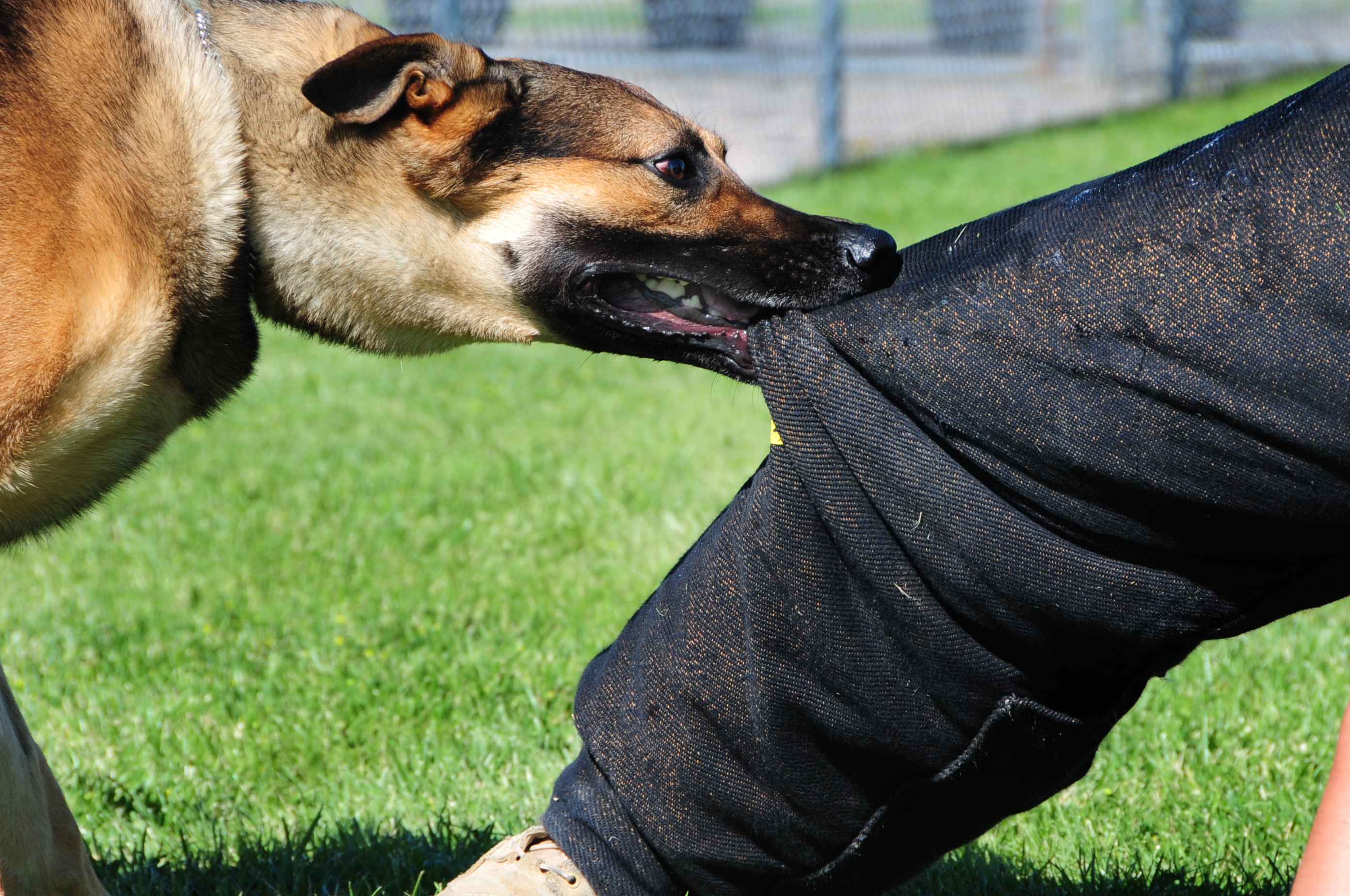
Овчарка выполняет хват фигуранта

Русский ринг — это вид спорта со служебными и спортивными собаками по усложненной защитной службе, в которых собака самостоятельно работает против одного, двух, трёх фигурантов. Большой ринг мало отличается от «Русского ринга» и так же представляет собой первенство дрессировщиков с собаками по усложненным нормативам защитных служб. С 01.01.2015 данные виды объединены в единый Большой русский ринг. Все набранные ранее квалификации по обеим дисциплинам засчитываются.

## Ведомственные виды служб (не спортивные направления)

### Конвойная служба

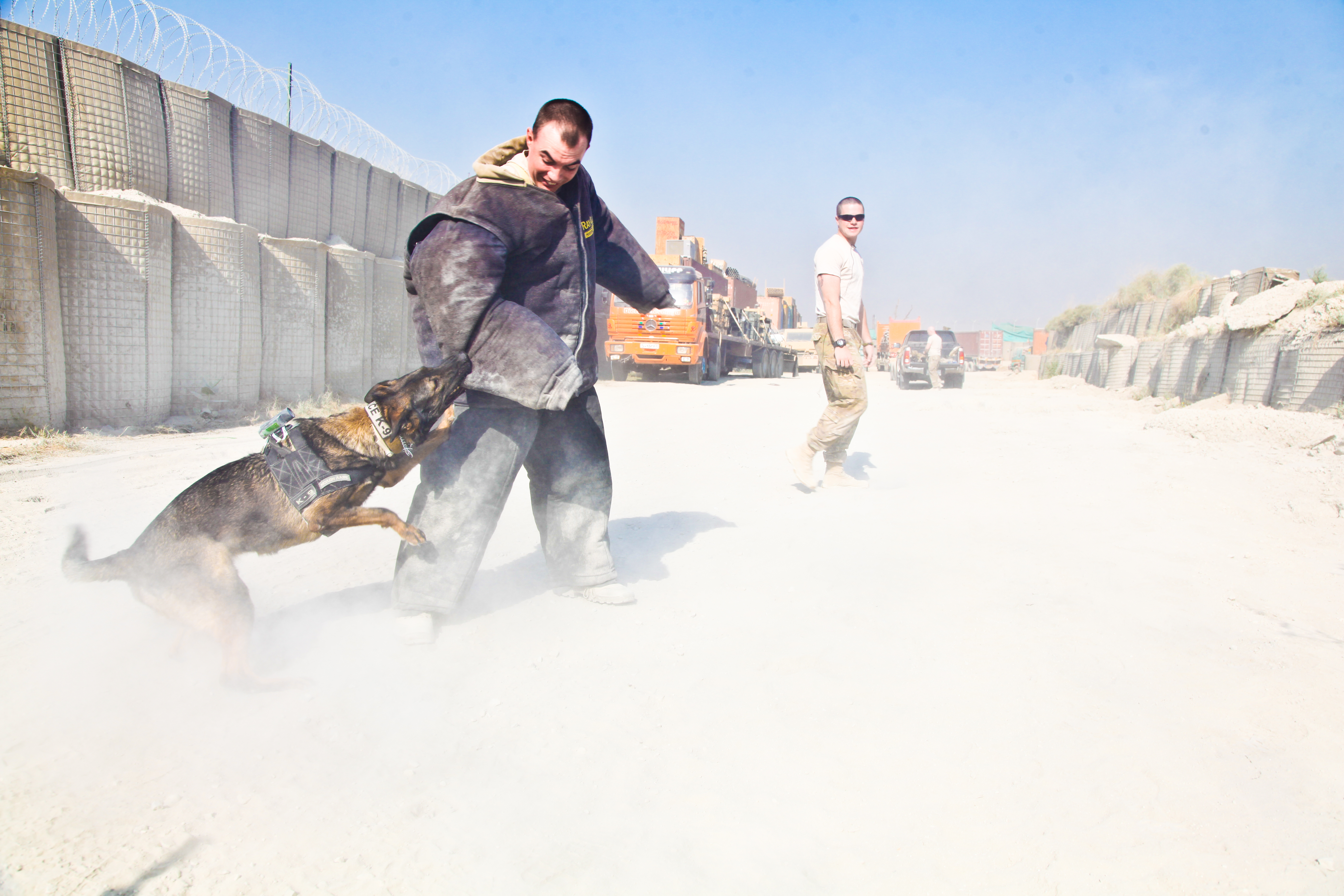
Тренировка конвойной собаки

Конвойные собаки в России используются в основном в ведомственных службах МВД и ФСИН. Задача такой собаки — сохранение порядка среди задержанных или заключенных, предотвращение побегов, охрана проводника-конвоира в случае возникновения опасной или конфликтной ситуации между преступниками и служащими ведомства.
Помимо общего курса дрессировки конвойные собаки проходят подготовку по защитно-караульному разделу, учатся задерживать преступников в случае нападения, останавливать и обездвиживать при попытке побега, облаивать и конвоировать агрессивно настроенных задержанных.

### Патрульно-постовая, патрульно-дозорная служба

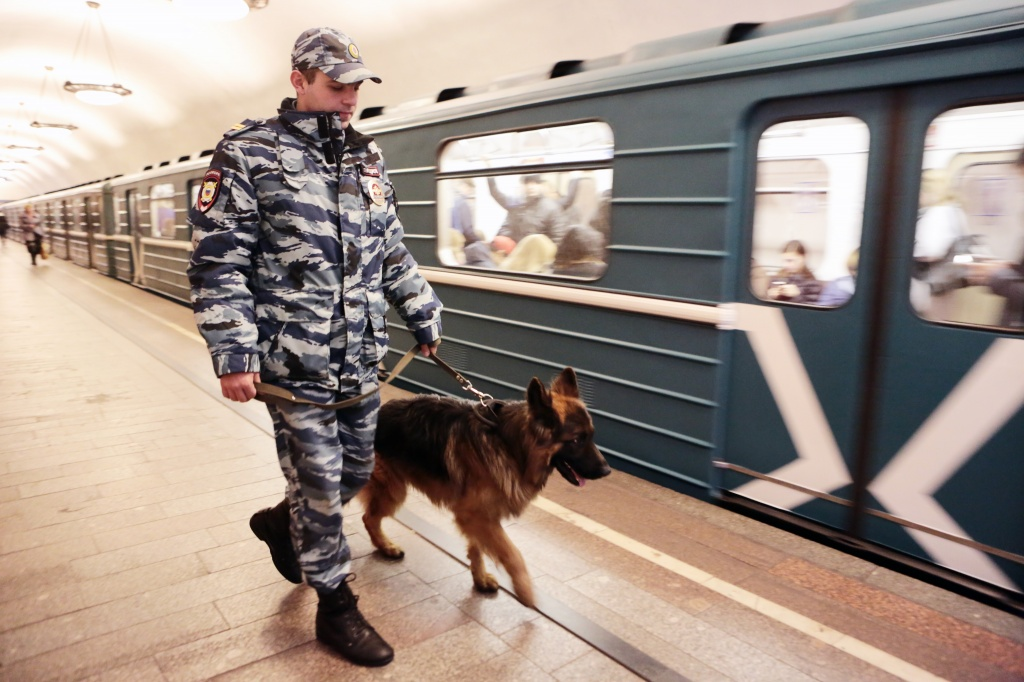
Служебная собака на станции метро

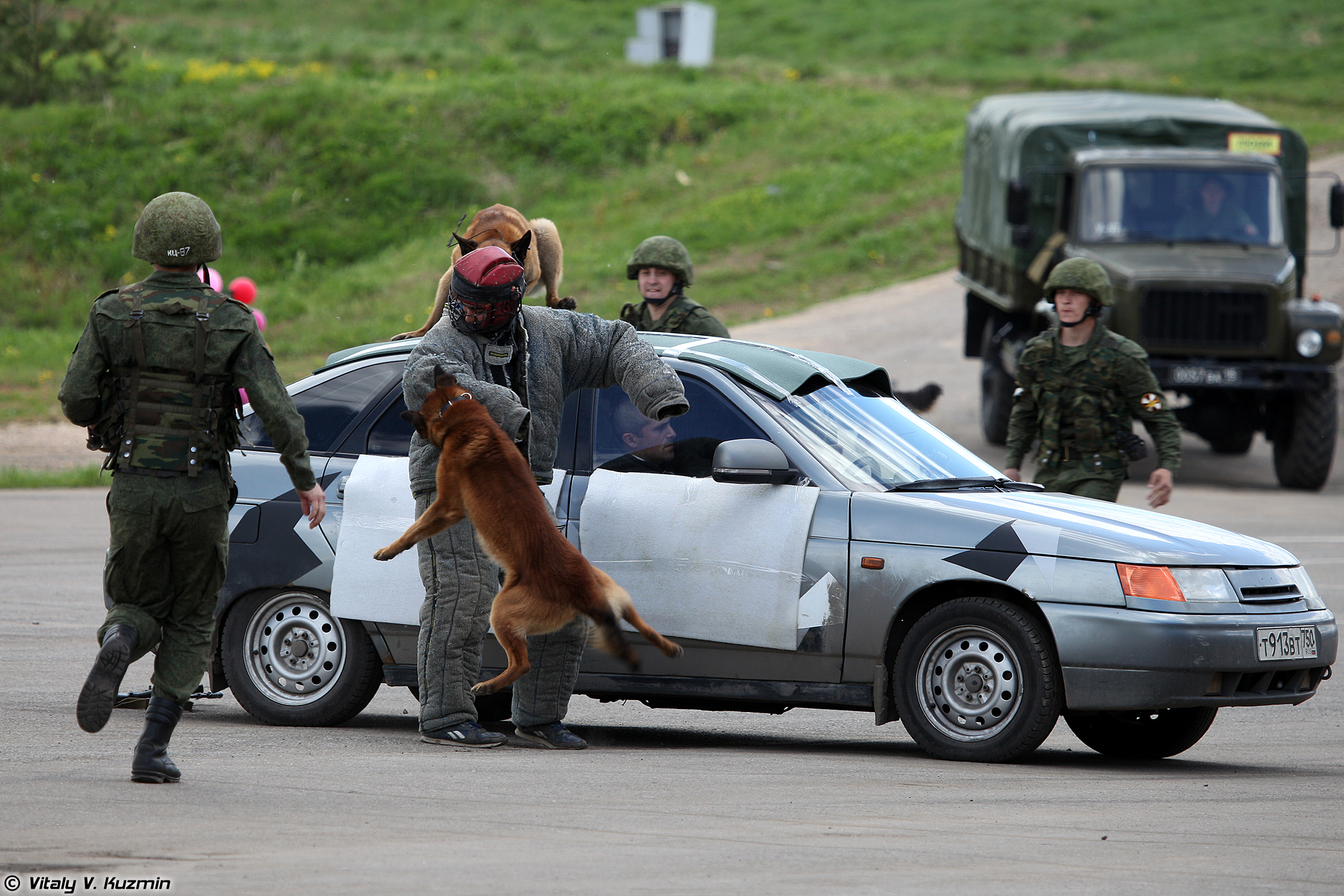
Показательная тренировка кинологов Отдельной дивизии оперативного назначения Войск национальной гвардии России, 2017 год

Патрульные собаки используются сотрудниками полиции на постоянной основе. Кинолог с патрульной собакой может более эффективно следить за порядком в ночное время, благодаря лучшему зрению и нюху собаки; раньше обнаружить нарушителя; произвести задержание человека, пытающегося оказать вооруженное сопротивление; пресечь правонарушение; отконвоировать задержанного в спецтранспорт или место временного заключения.
Также патрульные собаки используются для контроля над соблюдением порядка на массовых мероприятиях, а также в местах большого скопления людей (станции метро, вокзалы), в таких местах служебная собака находится в наморднике и на коротком поводке.

### Сторожевая служба

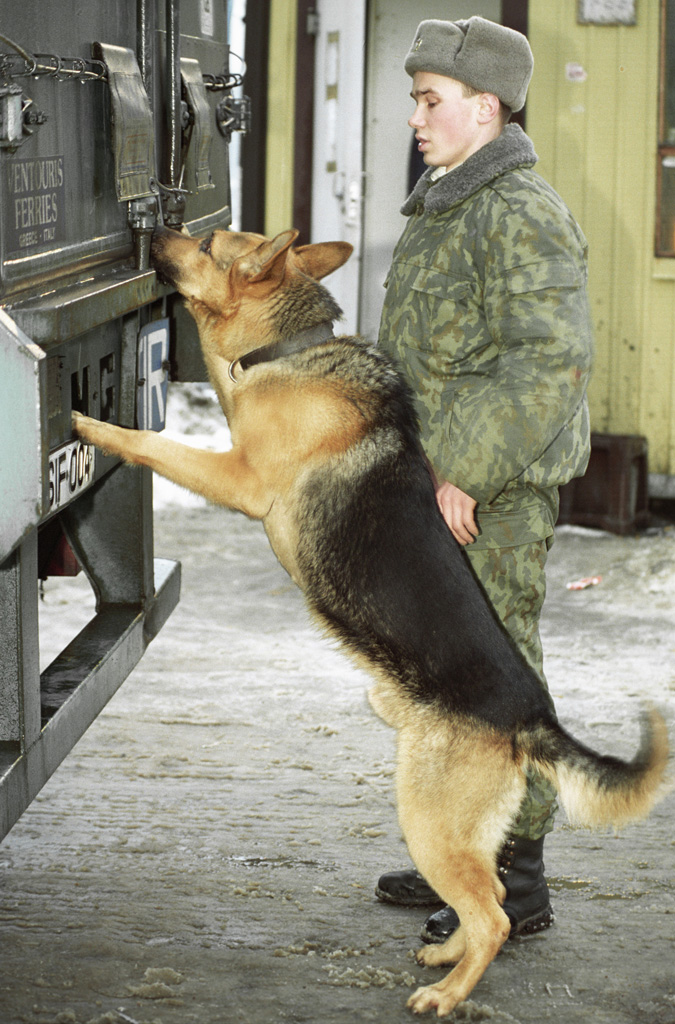
Пограничник ФПС России со своей собакой досматривает автомобиль на пограничном переходе «Торфяновка» на границе с Финляндией? 1997 год

Сторожевые собаки также используются во многих ведомственных подразделениях МВД России, однако специфика их подготовки и работы отличается от других видов кинологических служб. Сторожевая собака, в отличие от караульной или патрульной, охраняя проводника или территорию, оповещает о приближении угрозы без лая. Выполняя «сторожевку» собака обнаруживает потенциального нарушителя благодаря чуткому слуху и обонянию. Помимо непосредственно охраны, сторожевая собака также обучается таким навыкам, как:

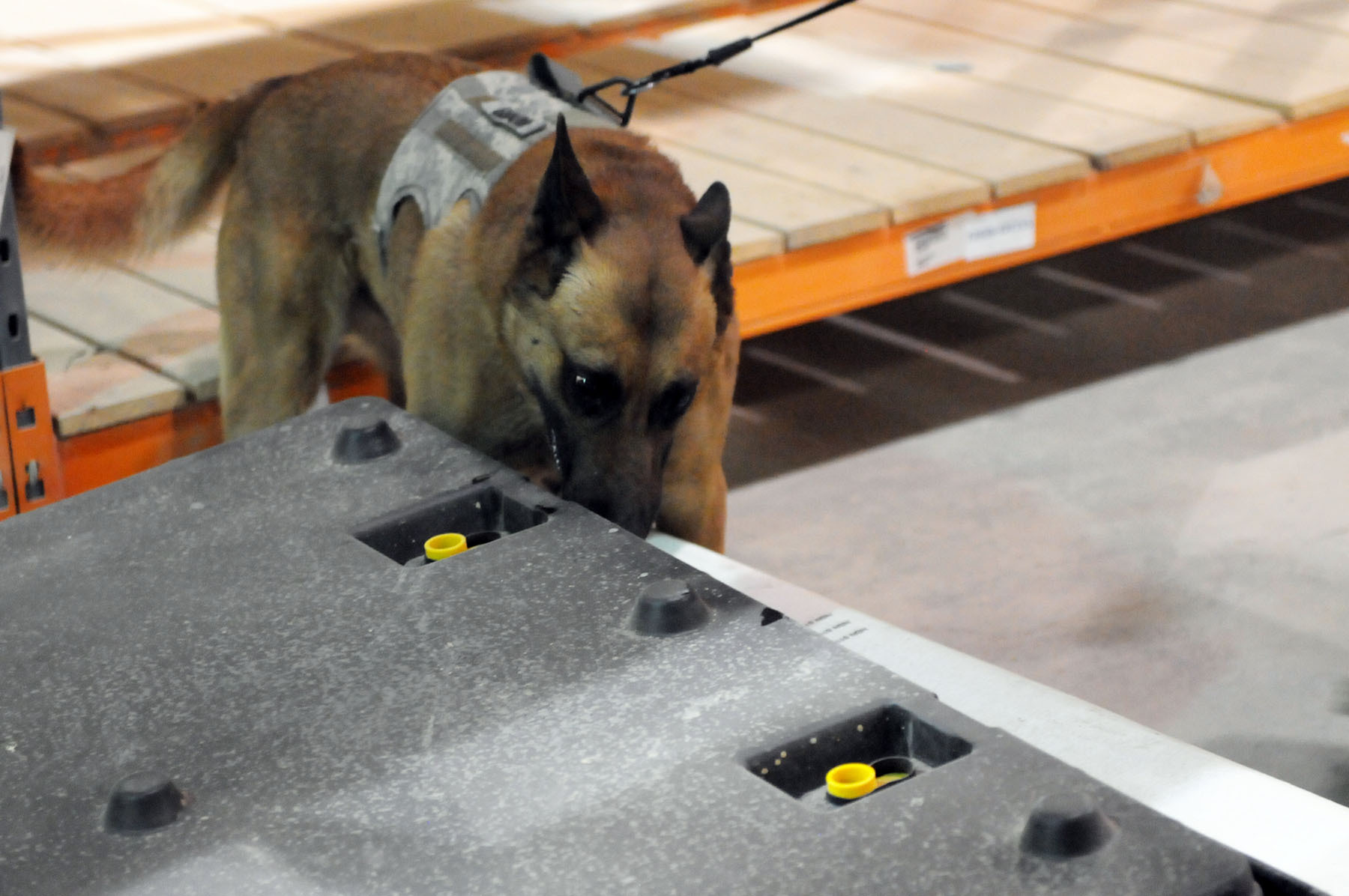
Поиск запаха

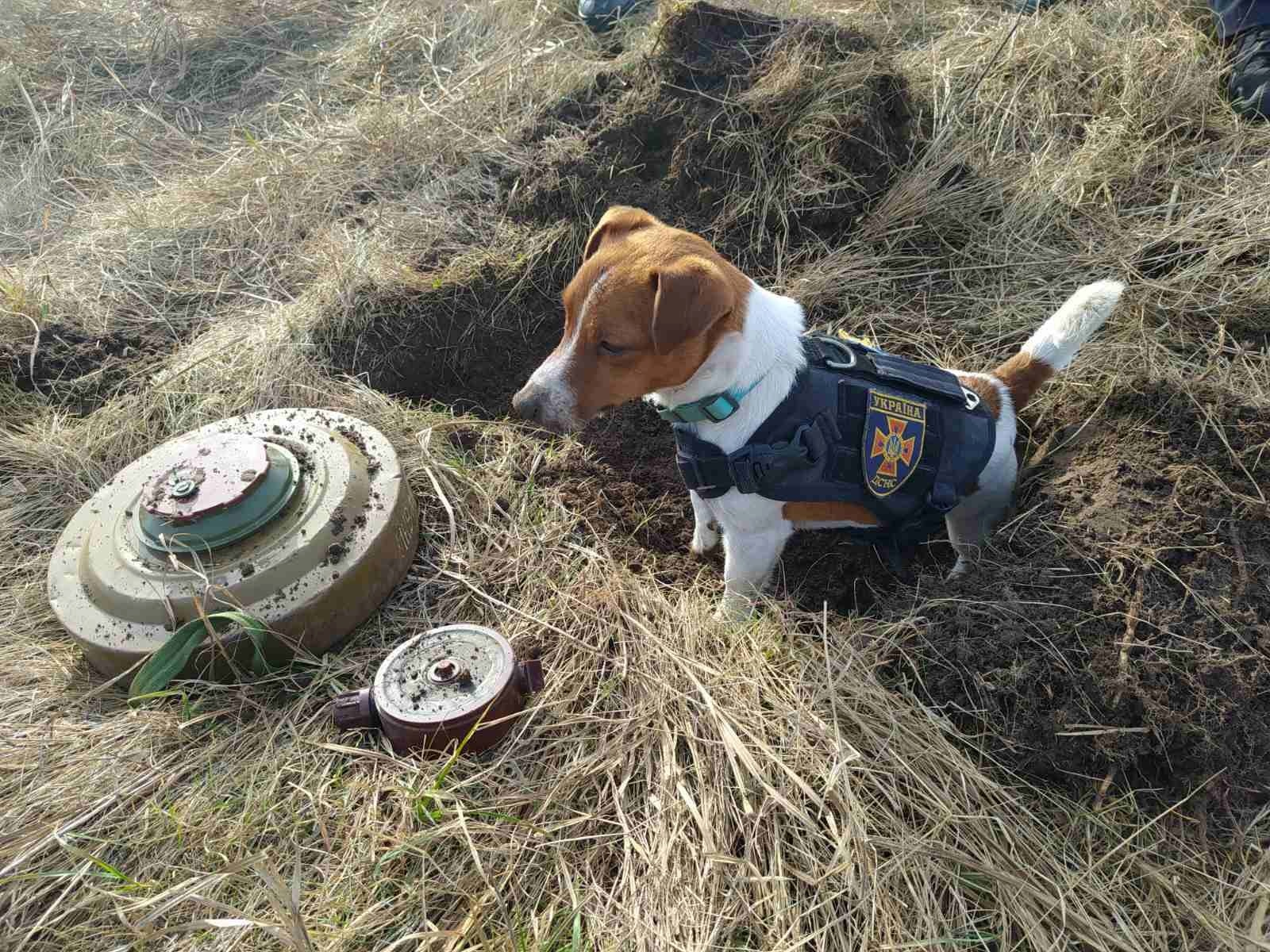
Украинская собака-сапёр Патрон, занимающийся разминированием во время вторжения России на Украину.

- Защита человека;
- Задержка и конвоирование;
- Поиск по следу;
- Обыск местности и помещения[8]

### Минно-разыскная служба
Собаки этого вида службы используются для поиска и обнаружения взрывчатых веществ, а также взрывных устройств. Применяются в основном в армии, МВД и других силовых структурах. Чаще всего используются немецкие овчарки и другие служебные породы с устойчивой нервной системой, способные игнорировать громкие звуки, выстрелы, взрывы и уверенно работать на расстоянии от проводника.
Собаки проходят подготовку по двум направлениям: общий курс дрессировки и поиск взрывчатых веществ. Даже в условиях современных технологий, собаки справляются с задачей поиска мин эффективнее и быстрее, чем электронные устройства, ведь они по запаху ищут след взрывчатого вещества, без которого не обходятся мины и взрывные устройства любых видов. А электронные приборы способны определять лишь металлические части, которые не обязательно являются взрывными устройствами. Таким образом минно-разыскная собака справляется с задачей в среднем в три раза быстрее, чем электронный детектор.

### Поиск взрывчатых и наркотических веществ
Иными словами — собака-детектор. Собак используют для поиска наркотических и взрывчатых веществ, как при перемещении участниками ВЭД товаров и транспортных средств через таможенную границу, так и на гражданских объектах — в общественных местах, учебных заведениях.

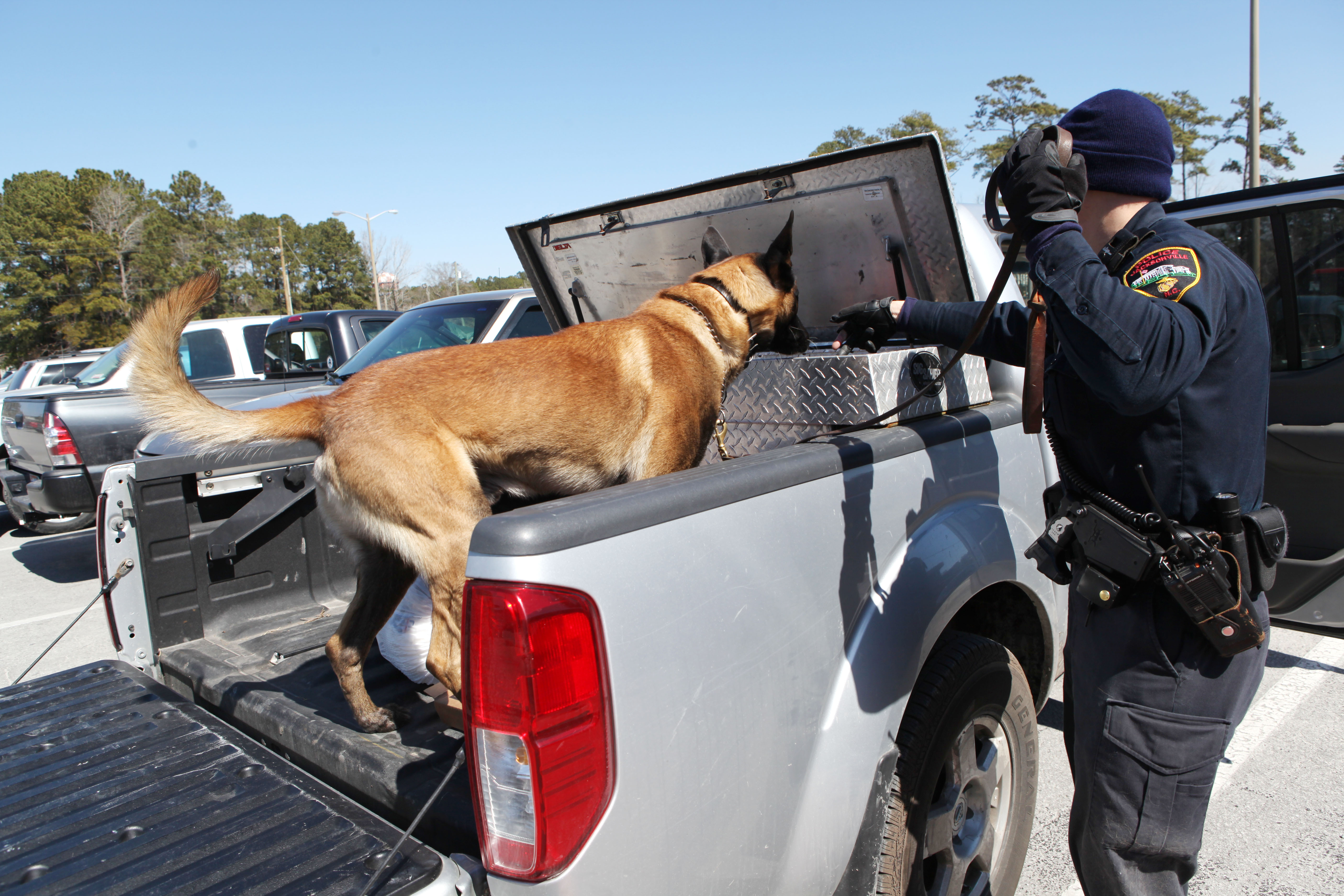
Малинуа досматривает автомобиль.

В основном здесь используют «игривые» породы, такие как: немецкая овчарка, лабрадор, спаниель. Маленьких собак, таких как спаниель, используют при осмотре небольших помещений, машин, иногда железнодорожных поездов, в частности вагонов купе, в общественных местах (например, школа), так как маленькая собака не вызывает чувства страха у досматриваемого. С этой же целью, а также по причине того, что они могут хорошо работать в небольших пространствах, ПАО «Аэрофлот» использует с той же целью собак собственного выведения — шалаек. Шалайка является недавно признанной группой пород, выведенных на основе собаки и шакала.
Сложилось неверное мнение о том, что собак при обучении для поиска наркотиков используют настоящие наркотические вещества. Это не так. Используют одорологические имитаторы ЛСИ, по органолептическим свойствам схожие с наркотиками, но абсолютно безопасные. На собак они не влияют, как и на человека.
Служат собаки-детекторы 8 — 9 лет, после чего отправляются на пенсию, становятся гражданскими и живут в семье.
Курс обучения по поиску 5 НВ для собаки и владельца, обладающего начальными кинологическими навыками, составляет 4-12 занятий.

## Военно-полевые профили подготовки.

### Обеспечение военно-полевой связи.
В настоящее время архаичный профиль подготовки служебных собак (преимущественно в вооруженных силах) суть которого сводится к обучению собаки протягиванию телефонного кабеля между полевыми укреплениями (бункерами, блиндажами, окопами), а также перемещению собаки (с закрепленным на снаряжении контейнером с донесением) между этими укрытиями. Широко использовался в первую и вторую мировые войны в вооруженных силах всех стран участников.

### Собака "истребитель танков"
Собака подготовленная для уничтожения тяжелой боевой техники противника (танков, самоходок) путем подноса минного заряда в непосредственную близость к машине и освобождения от него (или без такового).

## Социальные виды служб

### Собака-поводырь

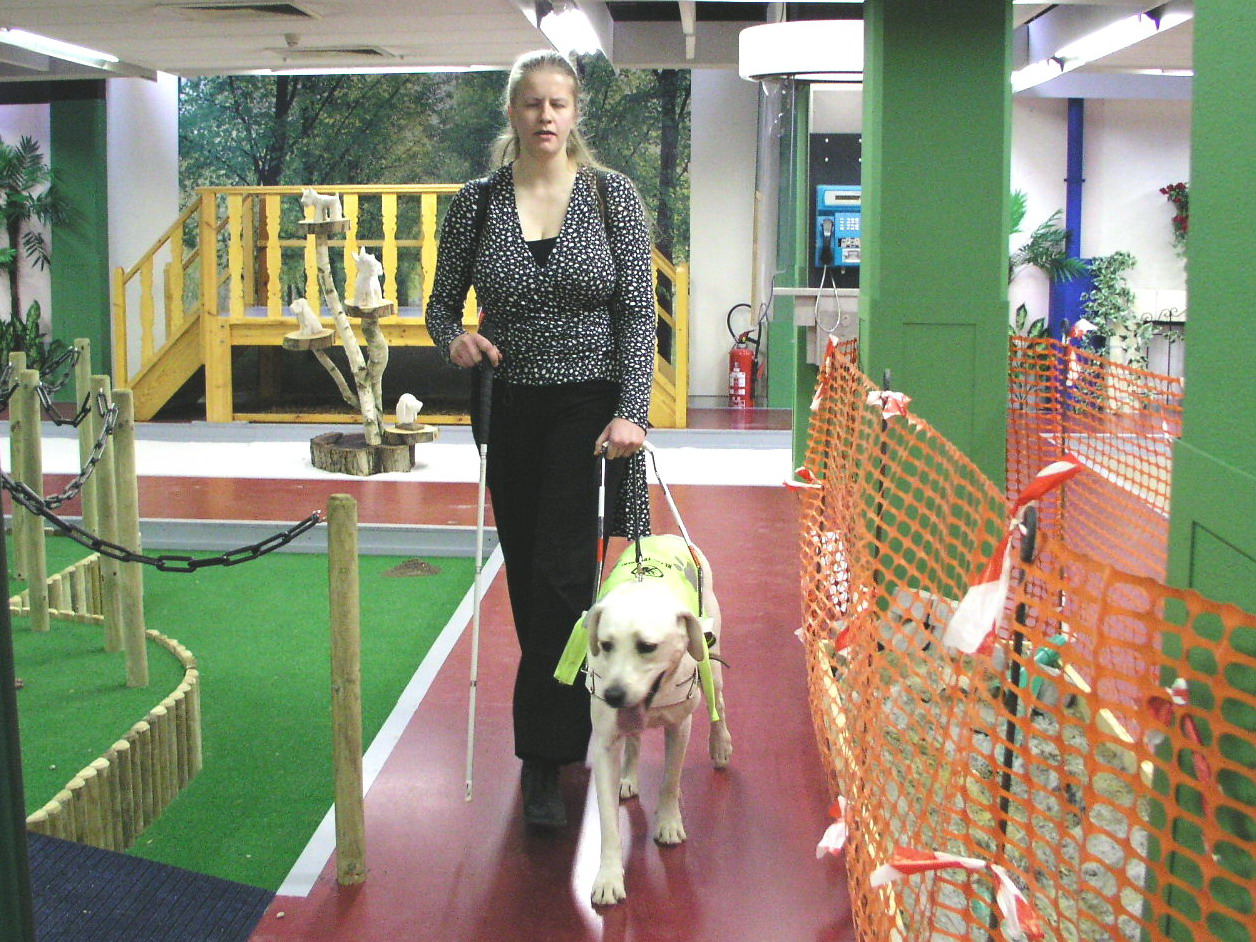
Лабрадор-поводырь

Специально обученные животные, которые должны помогать слепым и слабовидящим людям передвигаться дома и вне помещений, избегать препятствий, переходить дорогу, ходить в магазин. Собаками-поводырями, как правило, становятся собаки тех пород, которые относят к группе собак-компаньонов. Наиболее часто в роли собаки-поводыря встречается лабрадор. Вторыми по популярности являются немецкие овчарки. Обучение собак-поводырей производится в специализированных кинологических центрах, получение таких собак бесплатно для нуждающихся в них незрячих людей. Однако, из-за длительности и трудоемкости подготовки таких собак существуют большие очереди на их получение.

### Спасение на водах

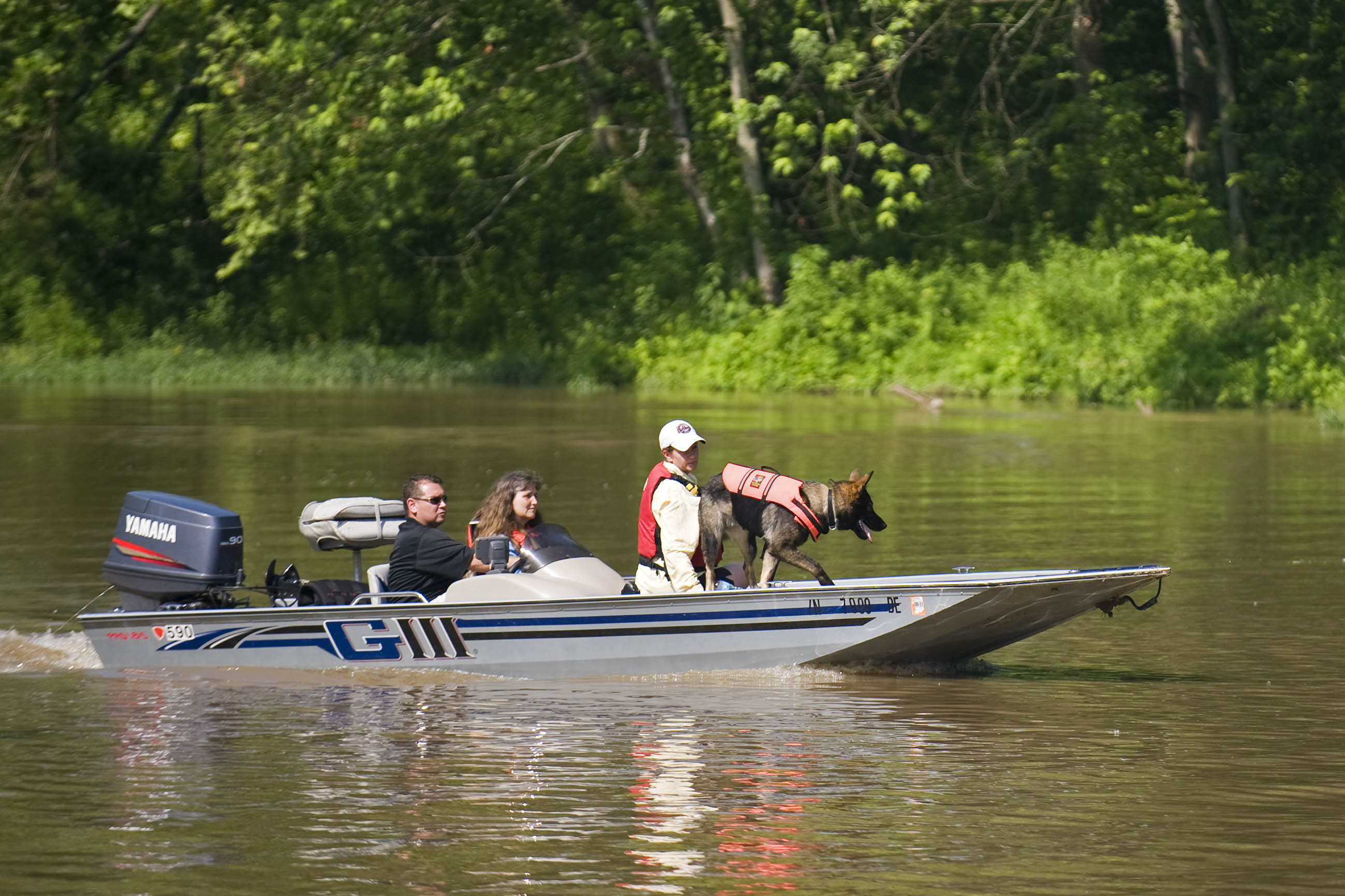
Собака-спасатель с речным патрулем

Служба спасения на водах — прикладной вид социально значимой дрессировки. Основная задача собак подготовленных по данному нормативу — спасение тонущих людей, буксировка человека, не способного самостоятельно выбраться на берег. В данном виде дрессировки проводятся испытания и соревнования, собаки профессионально подготовленные по это нормативу участвуют в реальных спасательных операциях на воде. Чаще всего для спасения на водах готовят собак пород изначально приспособленных для длительного нахождения в воде: лабрадоров, ньюфаундлендов, ретриверов.

### Собака-спасатель

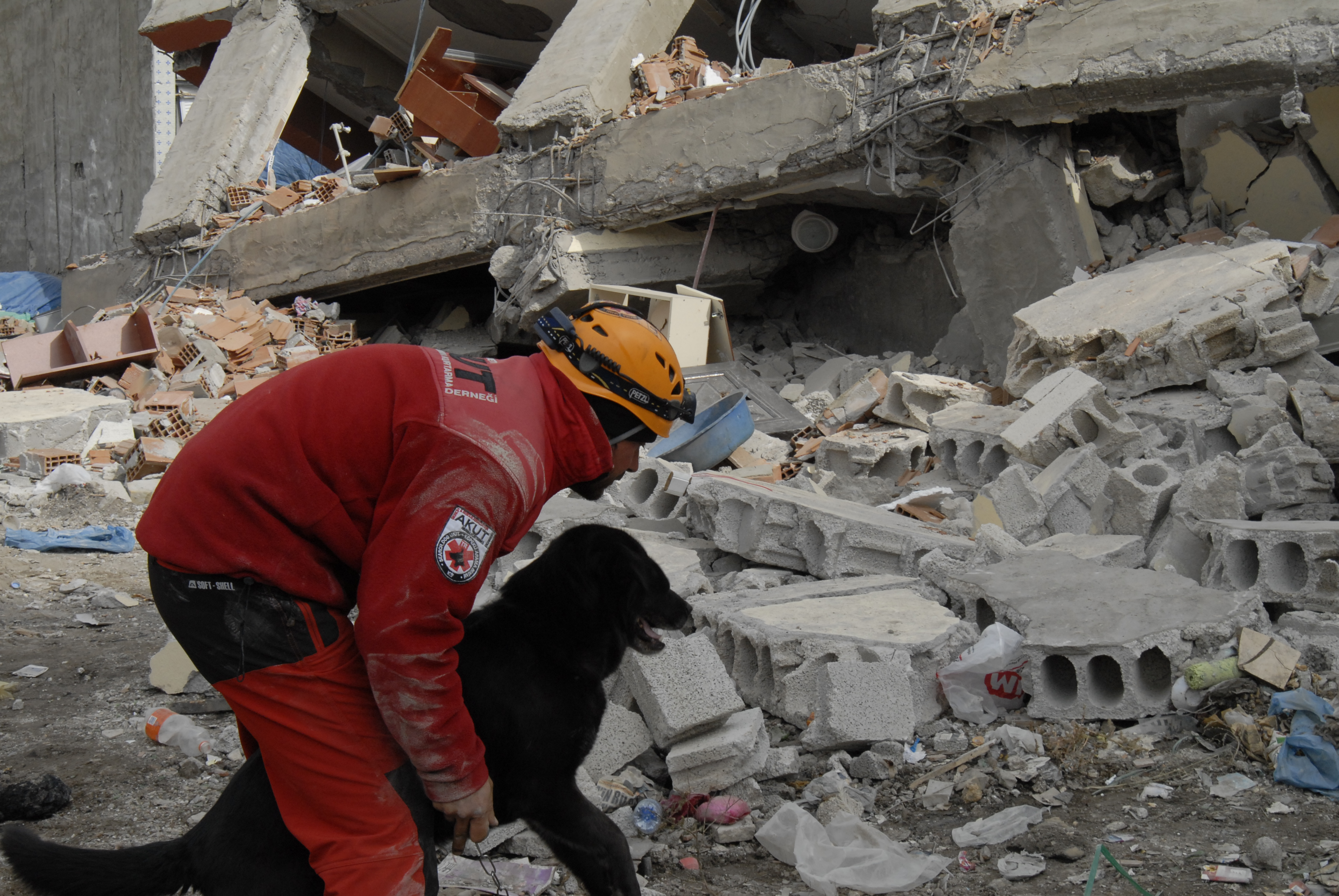
Лабрадор на поиске в техногенном завале

Собаки-спасатели имеют две основные специализации — служба спасения на водах (ССВ) и горно-лавинная специализация (ГЛС). Также существуют специализации на поиск в природной среде (лес, поле и т. п.) и в техногенных завалах (ПСС). Также собаки, подготовленные для ПСС, могут использоваться в качестве следовых для поиска пострадавшего по следу. В России правила для сертификационных испытаний собак-спасателей разрабатываются в структуре МЧС. Собаки-спасатели чаще всего работают в составе волонтерский отрядов на поиске пропавших в лесу людей, при разборе техногенных завалов, на поиске потерявшихся детей и подростков.
Чаще всего на службе в МЧС находятся определённые породы собак, которые в большей степени подходят для работы в экстремальных ситуациях. Первое место по использованию в этой системе в России занимают лабрадоры и немецкие овчарки, также используются бордер колли.

### Канис-терапия

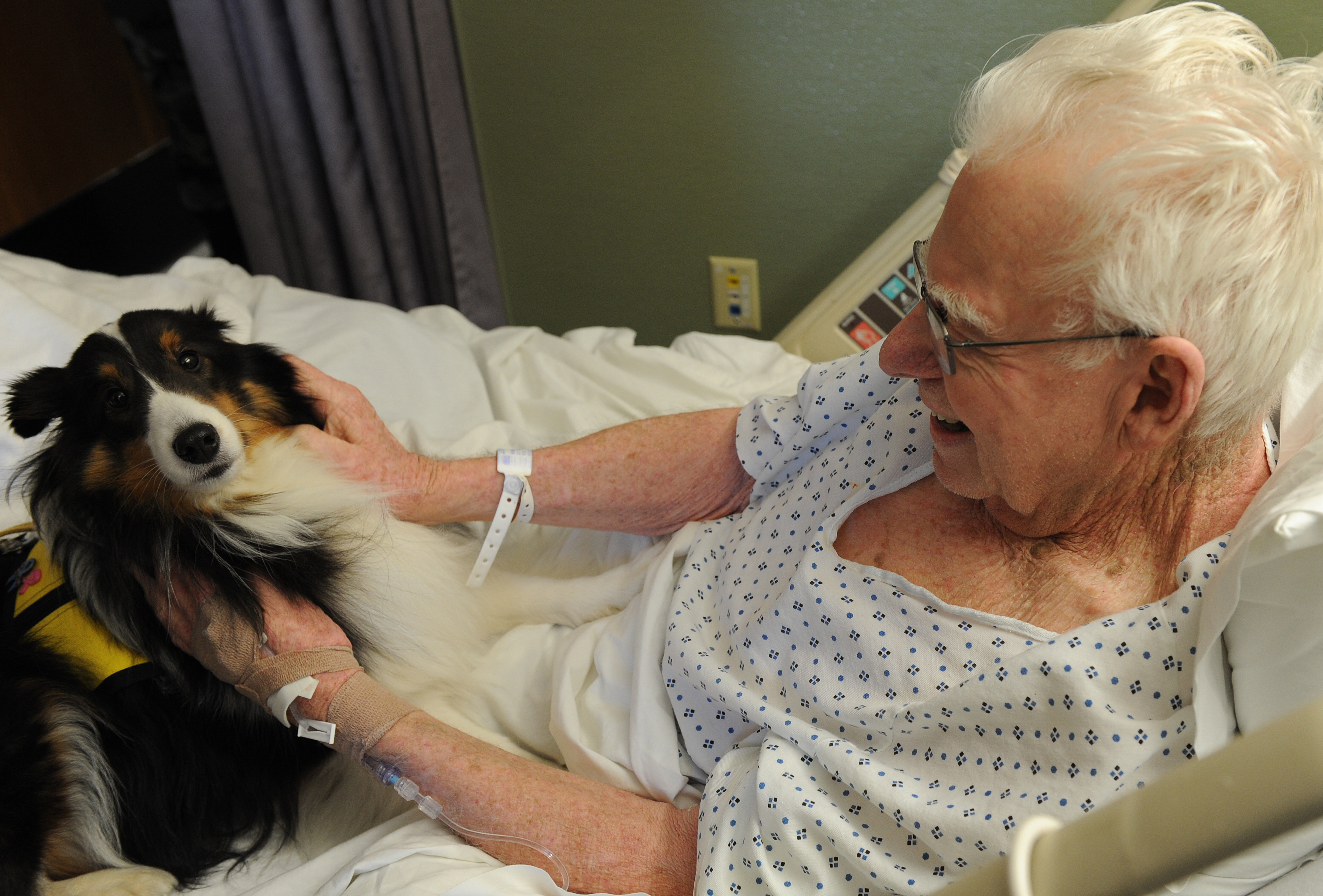
Шелти собака-терапевт в больнице

Канис-терапия (лечебная кинология) — социализация, реабилитация и адаптация людей с особенными потребностями при помощи собак. Собак для такой работы тщательно отбирают, тестируют и обучают. Занятия по канис-терапии проводят специальные педагоги и психологи вместе с кинологами.
Концепция терапии с участием животных — «пет-терапии» была сформулирована детским психиатром из США Борисом Левинсоном в 1960-х годах, когда он обнаружил, что его маленькие пациенты положительно реагировали на его собаку, которая находилась в приёмной во время сеанса лечения. С тех пор этот метод получил достаточно широкое распространение на Западе. В настоящее время общение с животными используется для лечения достаточно сложных заболеваний, таких, как ДЦП, аутизм, гиперактивность, сердечно-сосудистые заболевания. Это направление широко развивается и распространяется не только на Западе, но и в России.

## Спортивные виды дрессировки
Кинологический спорт — это сборное понятие, под которым понимаются спортивные игры и соревнования с использованием собак. В рамках того или иного вида кинологического спорта собака может работать как самостоятельно по командам проводника или хэндлера, так и выступать совместно с человеком.
Официальный вид спорта в России, зарегистрирован при Министерстве спорта, туризма и молодёжной политики РФ.
Номер-код вида спорта: 0730005411Я, приказ 70 от 05.06.2002.
Кинологический спорт включает комплексные и прикладные виды спорта. Среди них: преодоление собакой полосы препятствий на время и чистоту; преодоление барьеров на время и чистоту; упражнения под музыку с собаками, как обязательные, так и произвольные; прикладные кинологические многоборья; ездовой спорт, включая езду на лыжах, санях, повозках, нартах; буксировка. Соревнования проводятся в личном и командном зачёте. Для занятий и соревнований по видам кинологического спорта используются открытые и крытые спортивные сооружения.

### Аджилити

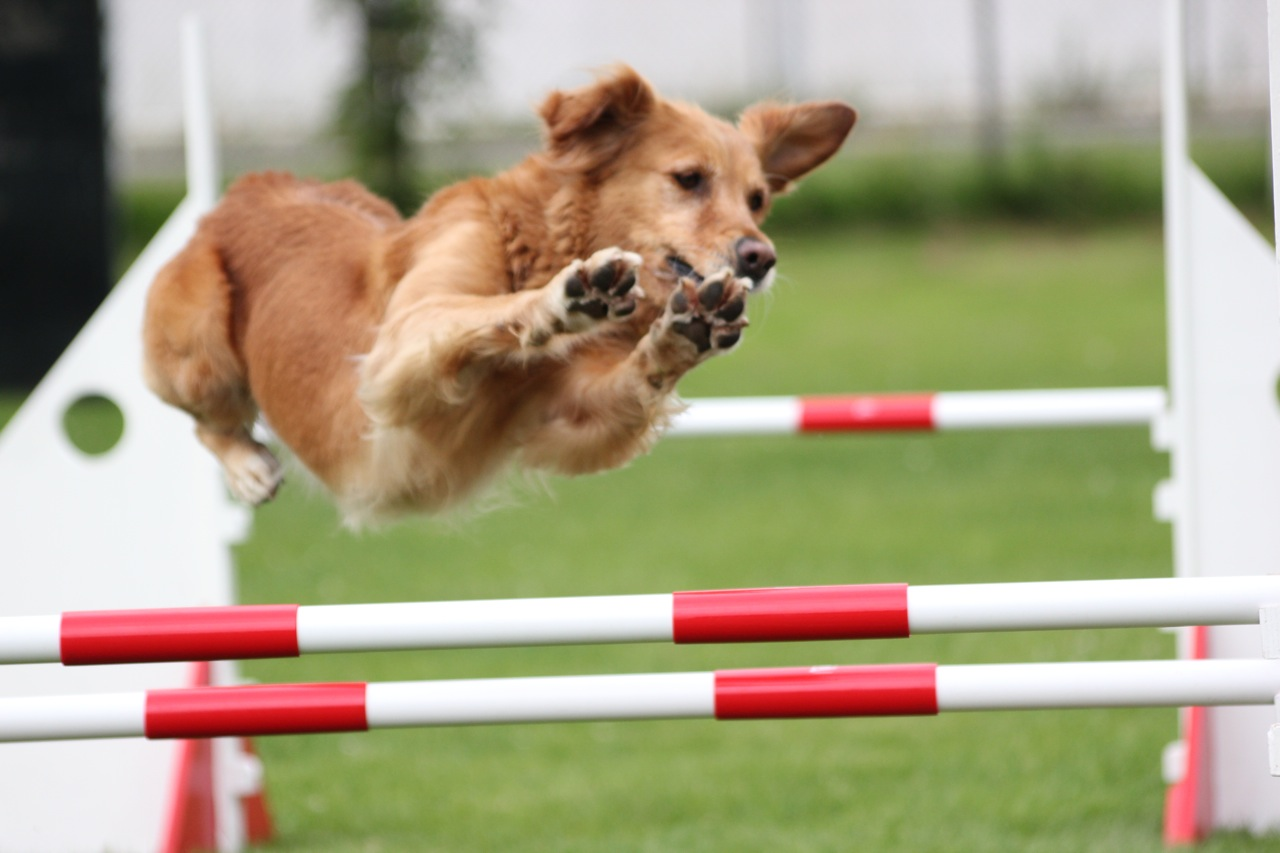
Аджилити

Аджилити — это соревнования, в которых человек, называемый проводником, направляет собаку через полосу препятствий, причём при прохождении учитывается и скорость, и точность. Как вид спорта для собак появился около 1970 года. Наиболее часто в аджилити выступают собаки мелких и средних пород, имеющие легкий вес и высокую подвижность, так как успешное прохождение трассы аджилити требует скорости и высокой координации. Лучшей собакой для занятий аджилити считается бордер-колли.

### Вейтпуллинг

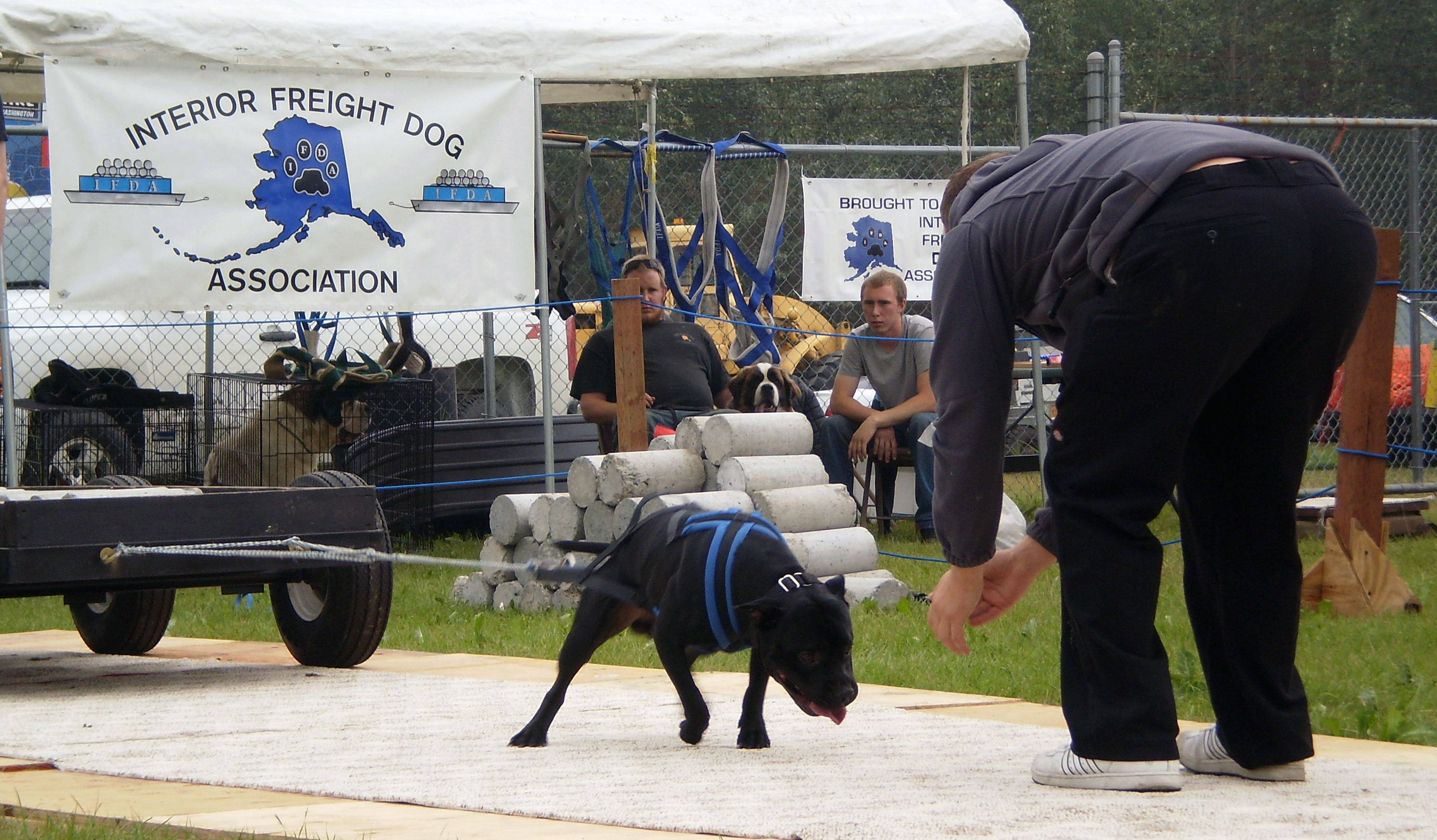
Американский питбуль терьер на соревнованиях по вейтпуллингу

Вейтпуллинг — вид кинологического спорта по перемещению груза собакой. Собака в специальной шлейке, запряжённая в сани или тележку с грузом, должна преодолеть за минимальное время определённое расстояние в несколько метров.

### Гонки на собачьих упряжках

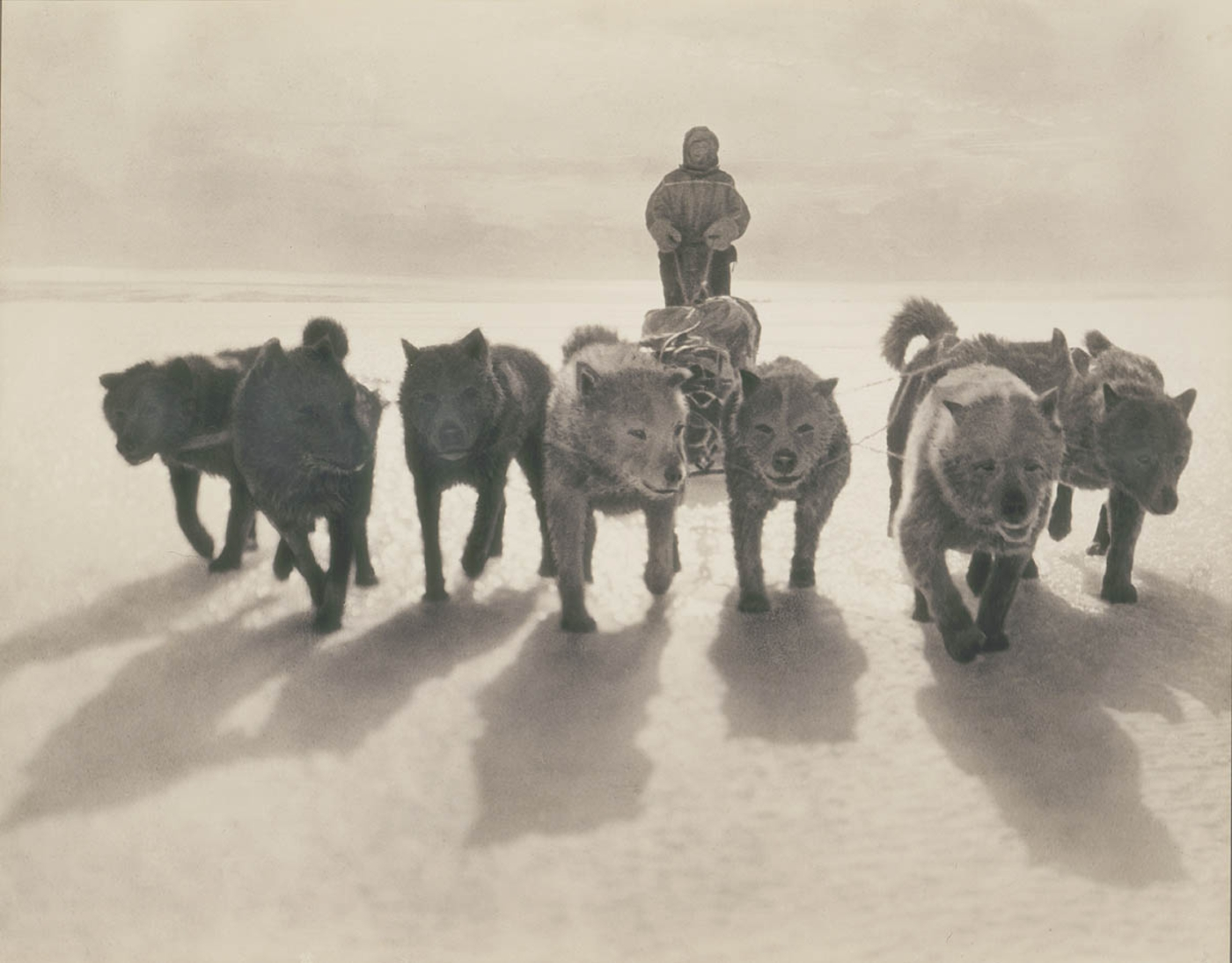
Хаски тянут нарты

Ездовой спорт объединяет в себе дисциплины, в которых спортсмены соревнуются в прохождении различных дистанций на время, используя помощь одной или нескольких собак. Гонки на собачьих упряжках наиболее распространены в северных регионах, традиционно основными собаками, используемыми для этого, являются различные ездовые породы. В спортивных гонках с недавних пор также используются волкособы — гибридные породы на основе собаки и волка.

### Драйленд

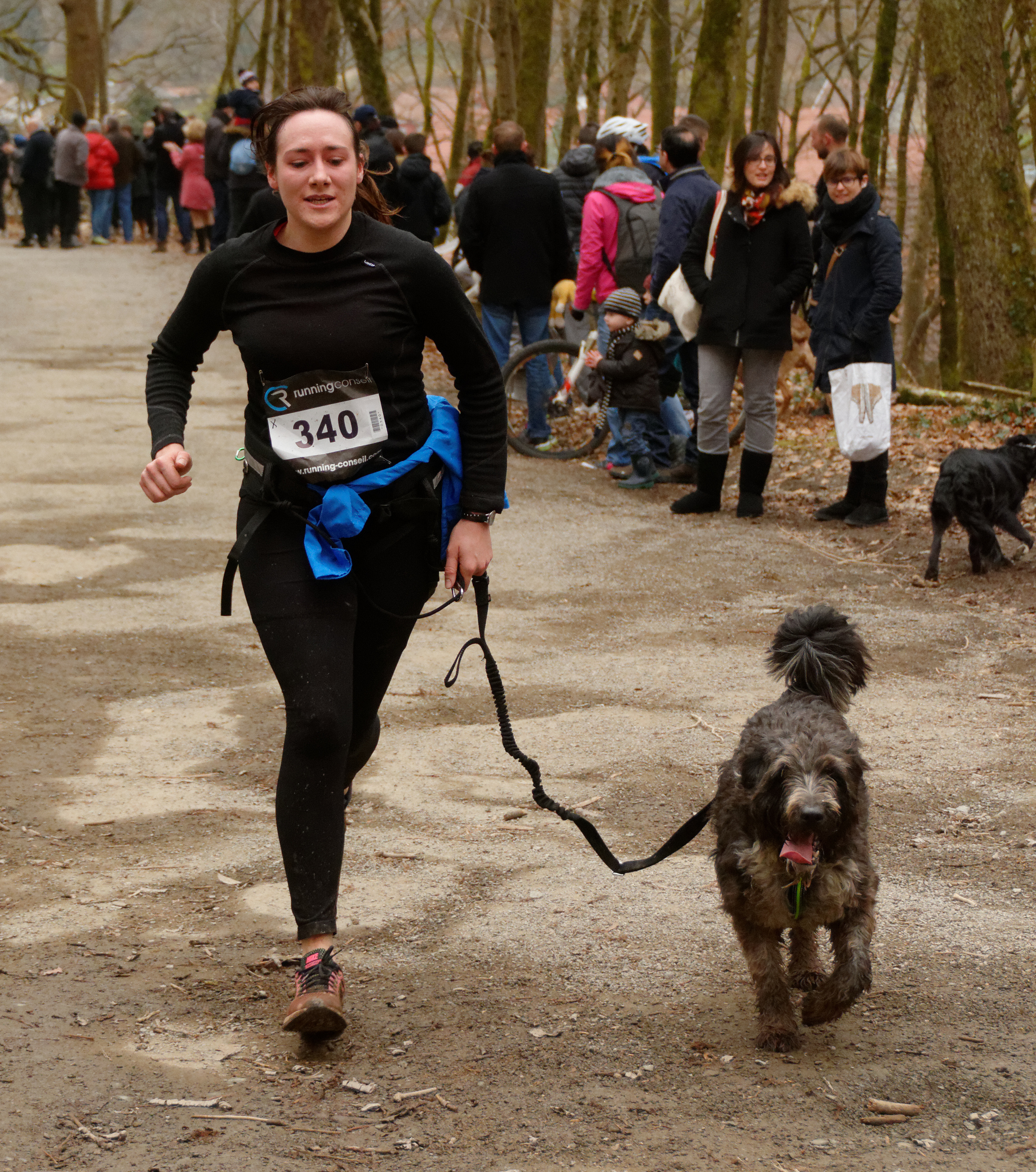
Забег в дисциплине каникросс

Драйленд — обобщенное название летних видов спорта для ездовых собак, проводящихся не на снегу, а на грунте. К драйленду относятся каникросс (буксировка бегущего проводника), байк-джоринг (буксировка проводника на велосипеде), дог-скутеринг (буксировка человека на самокате) и картинг (буксировка проводника на специализированной тележке-карте). Эти виды спорта позволяют поддерживать ездовых собак в отличной физической форме и улучшать их временные показатели в течение всего года, а не только зимой.

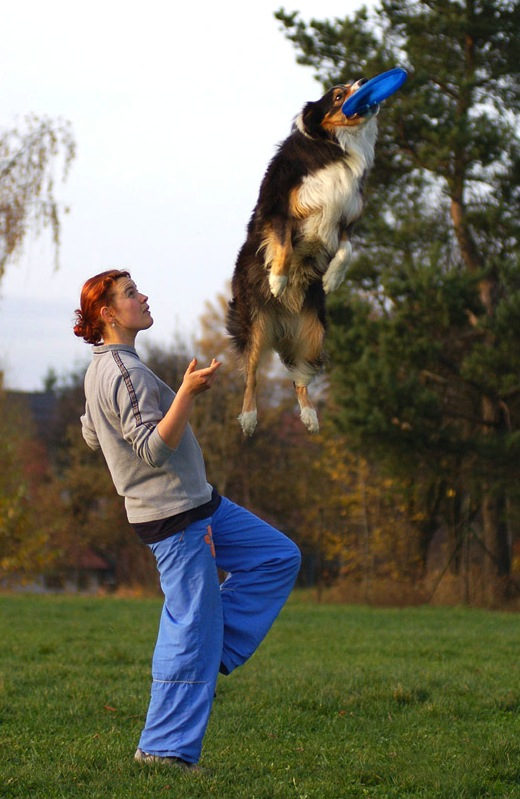
Фрисби-фристайл

### Дог-фрисби
Вид собачьих состязаний где собака должна поймать диск, брошенный хендлером. Для этого соревнования подходят все породы собак, здесь важны скорость и точность, желание собаки поймать и схватить «добычу». Для фрисби не нужно специальных снарядов и приспособлений, достаточно ровной площадки 50-100 метров длиной и диска. Однако, если собака не обладает природными способностями к прыжку, может потребоваться дополнительное оборудование, для постановки техники прыжка. Например барьер или снаряды для дог-фитнеса. В качестве хендлера может выступать как сам хозяин собаки, так и другой спортсмен, если собака умеет работать с другими людьми.
Состязания проходят в дисциплинах: дальность, точность, буллсай, дог-дартби, тайм-триал. Также существуют фрисби-фристайл, где собака ловит диски в процессе выполнения трюков под музыку. И класс для новичков, где собаки ловят роллы — не летящие, а катящиеся по земле диски.

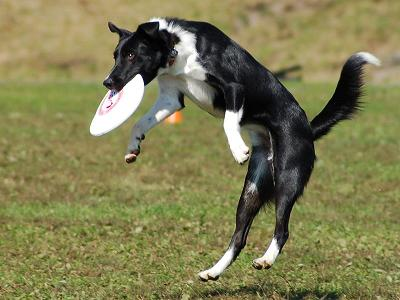
Бордер колли ловит фрисби

Дог-фрисби относится к игровым видам спорта, однако требует и от собаки, и от проводника исключительных физических данных. Для собаки очень важна хорошая физическая подготовка, которой спортсмены уделяют отдельное внимание вне тренировок по фрисби. Собака должна иметь хороший мышечный каркас и координацию движений, чтобы избежать травм. Проводник, в свою очередь, должен обладать навыком различных бросков в фрисби, ведь плохо рассчитанный бросок или неверная траектория тарелки, могут привести к травме собаки, которая постарается поймать плохо брошенный диск.

### Курсинг

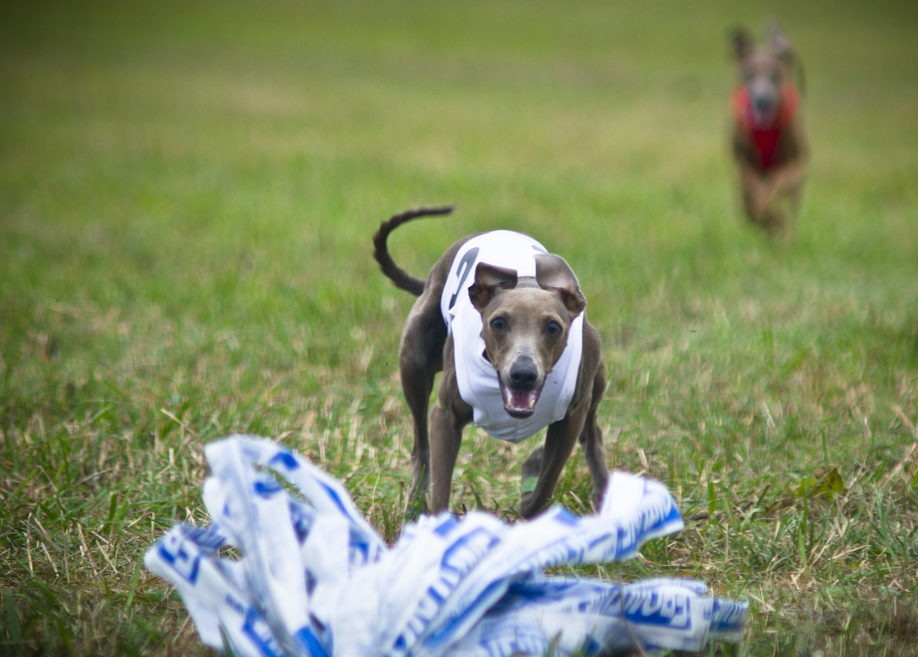
Левретка на курсинговой трассе

Курсинг (Lure coursing) — это полевые испытания с приманкой, имитирующие преследование и поимку зверя (заяц, лиса) в поле, позволяющие борзым и другим собакам демонстрировать свою работу. Фактически курсинг это бег на скорость за механическим зайцем. Его отличием от обычного бега на скорость является то, что при прохождении трассы собака не движется по прямой, как во время собачьих бегов, а перемещается по пересеченной местности по сложной траектории, требующей демонстрации высокой маневренности и скорости реакции.

### Собачьи бега (круг)

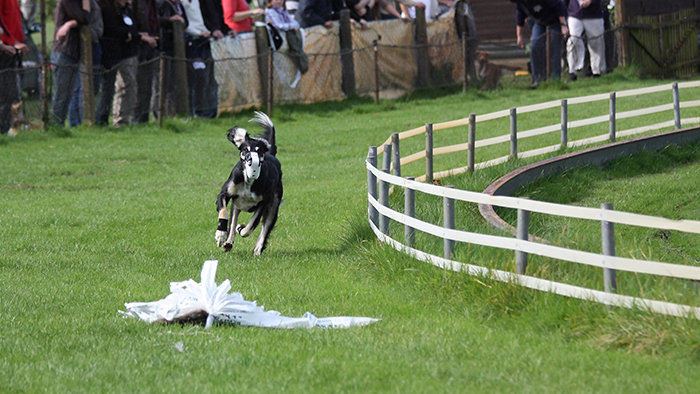
Слюги на треке

Собачьи бега или бега по кругу (треку) — вид соревнований собак борзых пород призванный сохранить их рабочие качества в современных условиях, когда настоящая охота на зверя частично или полностью запрещена во многих странах мира.

### Спрингпол
Спрингпол — соревнования по вису на канате (брезентовой ленте, стропе). Вид спорта создан в США и наиболее популярен среди владельцев пород с мощной челюстью и сильным инстинктом добычи (американский питбультерьер, американский стаффордширский терьер, стаффбультерьер и др.). Основная задача собаки на состязаниях — как можно дольше провисеть на ухвате, прикрепленном на высоте не более 1,5 м от земли к канату. Собака должна проявить азарт, настойчивость и хорошую физическую подготовку.

### Пастушья служба

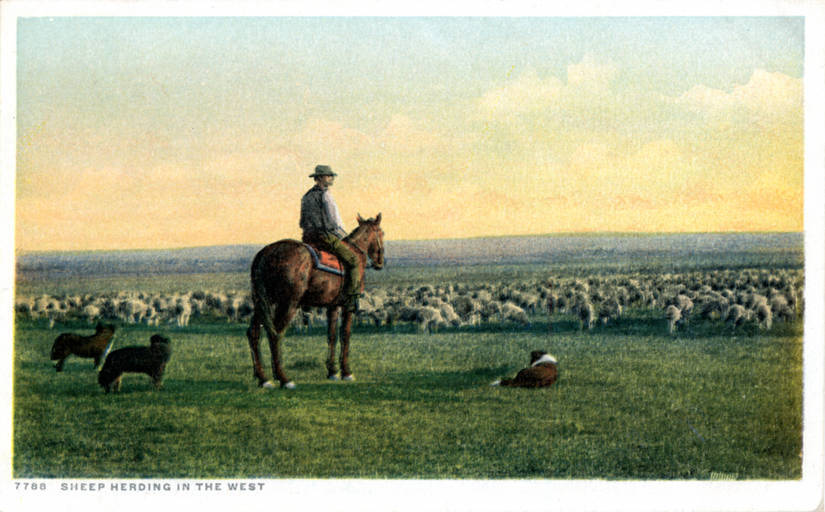
Бордер колли пасут овец

Пастушья служба — видоизменённый для большей зрелищности вид оценки качества работы собак пастушьих пород (овчарок). Пастушья служба делится на традиционный и собирающий стили. К собирающему стилю относятся собаки породы бордер колли и келпи, к традиционному — все остальные овчарки.
По пастьбе проводятся официальные сертификации различных уровней: тестирование на наличие пастушьего инстинкта, испытания, соревнования трех ступеней. Крупные международные соревнования, такие как национальные чемпионаты и чемпионат Мира и Европы проводятся в наиболее престижном и сложном — третьем классе соревнований.
От собаки помимо исключительных исходных данных (качественно выраженного инстинкта и стиля работы со стадом) требуется умение принимать собственные решения на большом расстоянии от проводника, в сочетании с исключительно точным и быстрым выполнением его команд, умение держать давление стада, мгновенно реагировать на меняющуюся ситуацию и исключительные физическое здоровье и выносливость.
В январе 2011 года прошли первые в России испытания по пастушьей службе. Участвовали собаки шести пород: бриар, вельш-корги пемброк, колли длинношёрстный, колли короткошёрстный, немецкая овчарка, тервюрен. Все собаки сдали норматив и получили дипломы. Пастушья служба как вид кинологического спорта начинает своё развитие.

### Питч энд Гоу

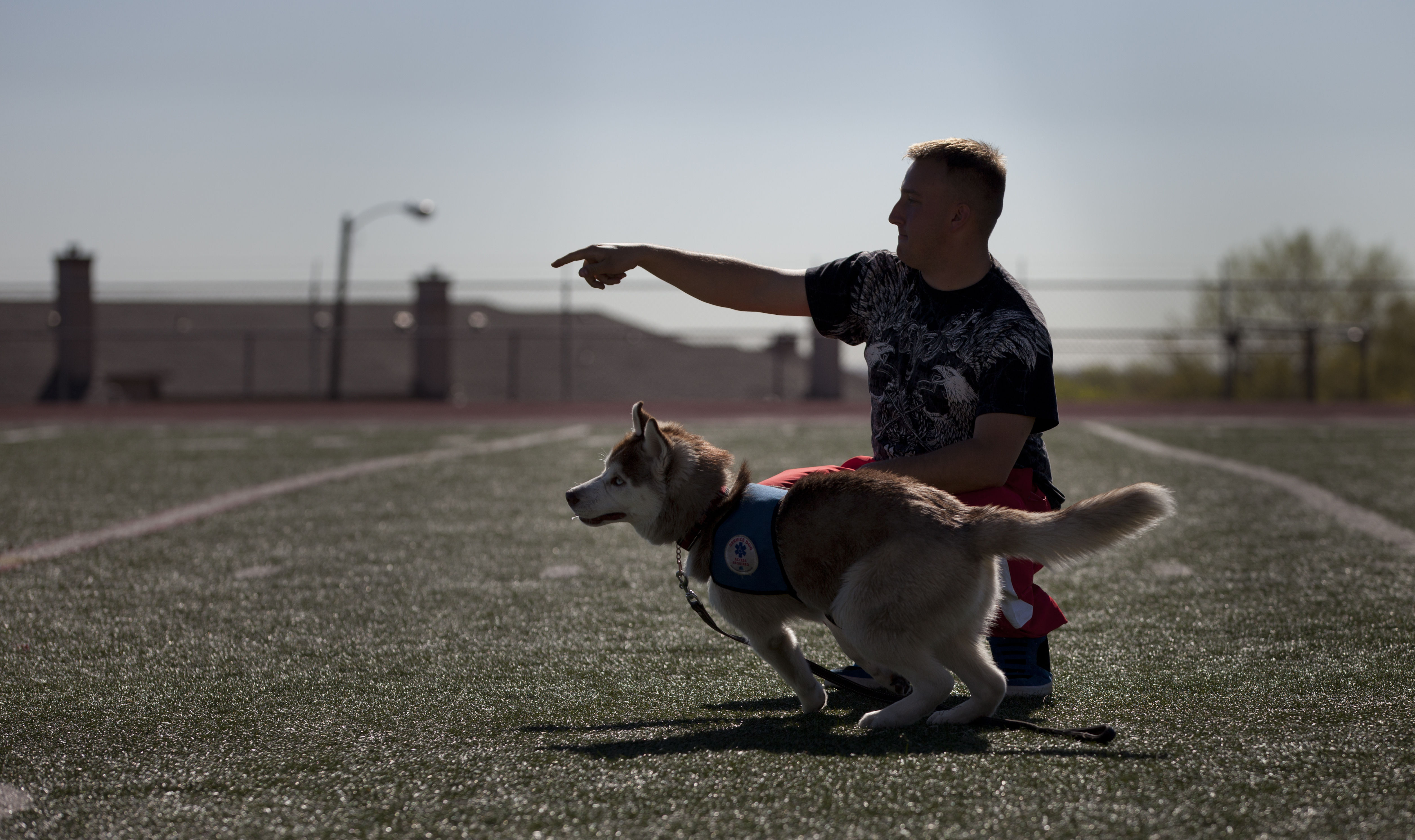
Собака стартует за брошенным проводником предметом

Питч энд гоу (от англ. — «Pitch and Go») — игровой вид кинологического спорта, зародившийся в Японии в конце XX века, пришедший в Россию в 2008 г. Не является официальным нормативом, к участию допускаются собаки любых пород и возрастов, беспородные собаки. Участники делятся на категории в зависимости от размера собаки, уровня подготовки и возраста. Задача собаки — максимальное количество раз за определённое время принести брошенный проводником предмет (игрушку, диск, палочку). Задача проводника — бросать предмет в определённые зоны в ринге, обозначенные разметкой и приносящие разное количество баллов за бросок.

### Фасттрек

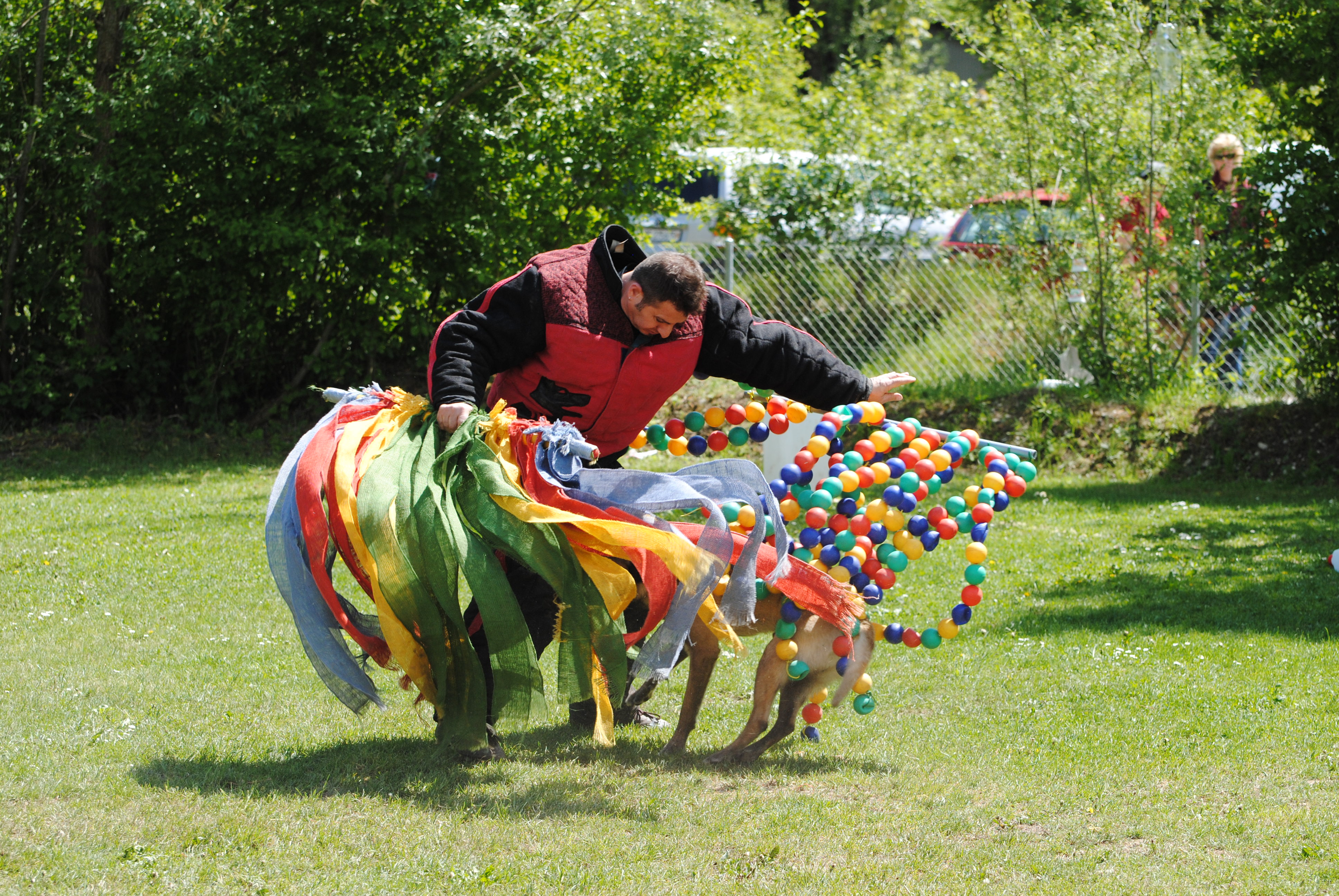
Малинуа выполняет задержание

Фасттрек — своеобразное сочетание аджилити и защитного норматива: собака преодолевает последовательность установленных правилами препятствий, а в конце трассы производит задержание фигуранта. Это несложный норматив, ближе к игровым, чем к прикладным видом спорта. К собаке не предъявляется жестких требований по послушанию и точности выполнения навыков.
Этот вид дрессировки рассчитан скорее на любителей, чем на профессиональных кинологов. Это достаточно зрелищный вид спорта, привлекающий множество зрителей и способствующий популяризации служебных видов дрессировки и занятий с собакой вообще среди массовой аудитории.

### Флайбол
Флайбол зародился в США в семидесятых годах прошлого века, и примерно через десять лет появился в Европе. В странах, где флайбол нашёл своё признание, существуют национальные ассоциации флайбола. Правила флайбола просты. Две команды из четырёх или более собак бегут эстафету. Трассы обеих команд располагаются параллельно. В конце пробега собака должна принести хозяину мяч. Побеждает та команда, которая справится с заданием первой.

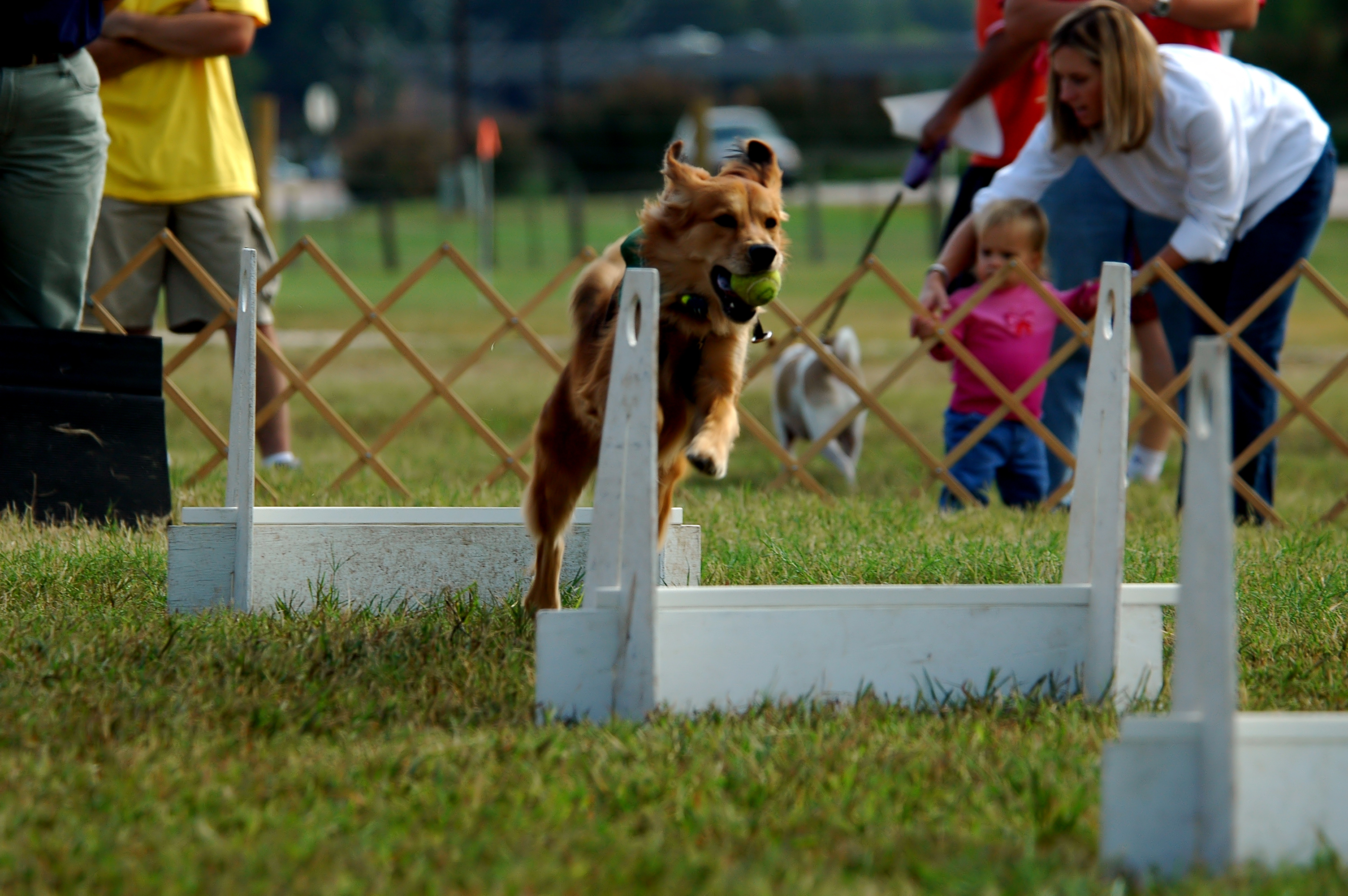
Флайбол

На поле располагаются три главных элемента: линия старта (финиша); четыре одинаковых барьера высотой от 20 до 40 см (в зависимости от роста собаки), катапульта, которая выбрасывает мяч, когда собака прыгает на педаль. Расстояние между барьерами 3 метра, от линии старта до первого барьера 1,8 метра, от последнего барьера до катапульты 4,5 метра.
В начале соревнований ставят двух первых собак на линию старта. По сигналу судьи обе команды стартуют. Собаки перепрыгивают через все четыре барьера. Добежав до катапульты, они прыгают на педаль, чтобы достать мяч; хватают его и, как можно скорее, возвращаются тем же маршрутом, снова преодолевая барьеры. Перепрыгнув через последний барьер, они пересекают стартовую линию и следующая собака выпускается на маршрут.
Секундомер останавливается когда последняя собака пересекает финишную линию.

### Фристайл (кинологический фристайл — танцы с собаками)

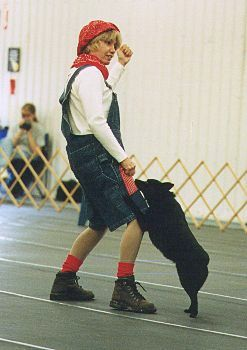
Кинологический фристайл

Кинологический фристайл — это относительно новый вид спорта, который сочетает в себе элементы послушания и танца. Собака и человек под музыку совершают разнообразные движения и трюки, подчиненные единому замыслу танца. Во фристайле судьи оценивают пару проводника и собаки — её гармоничность, слаженность движений, артистизм, разнообразие выполняемых трюков, хореографию проводника, соответствие темпа работы собаки выбранной музыке, безопасность исполняемых движений, желание собаки работать, грамотность использования площади ринга.
Разновидностью танцев с собакой является норматив «НТМ (Heelwork to music)» или «Движение рядом под музыку». В этом нормативе собака занимает различные позиции у ноги проводника под музыку, а также выполняет переходы из одной позиции в другую и различные трюки.
В системе международной кинологической федерации FCI проводятся Чемпионат Европы и Чемпионат Мира по фристайлу и HTM.

### Док-дайвинг

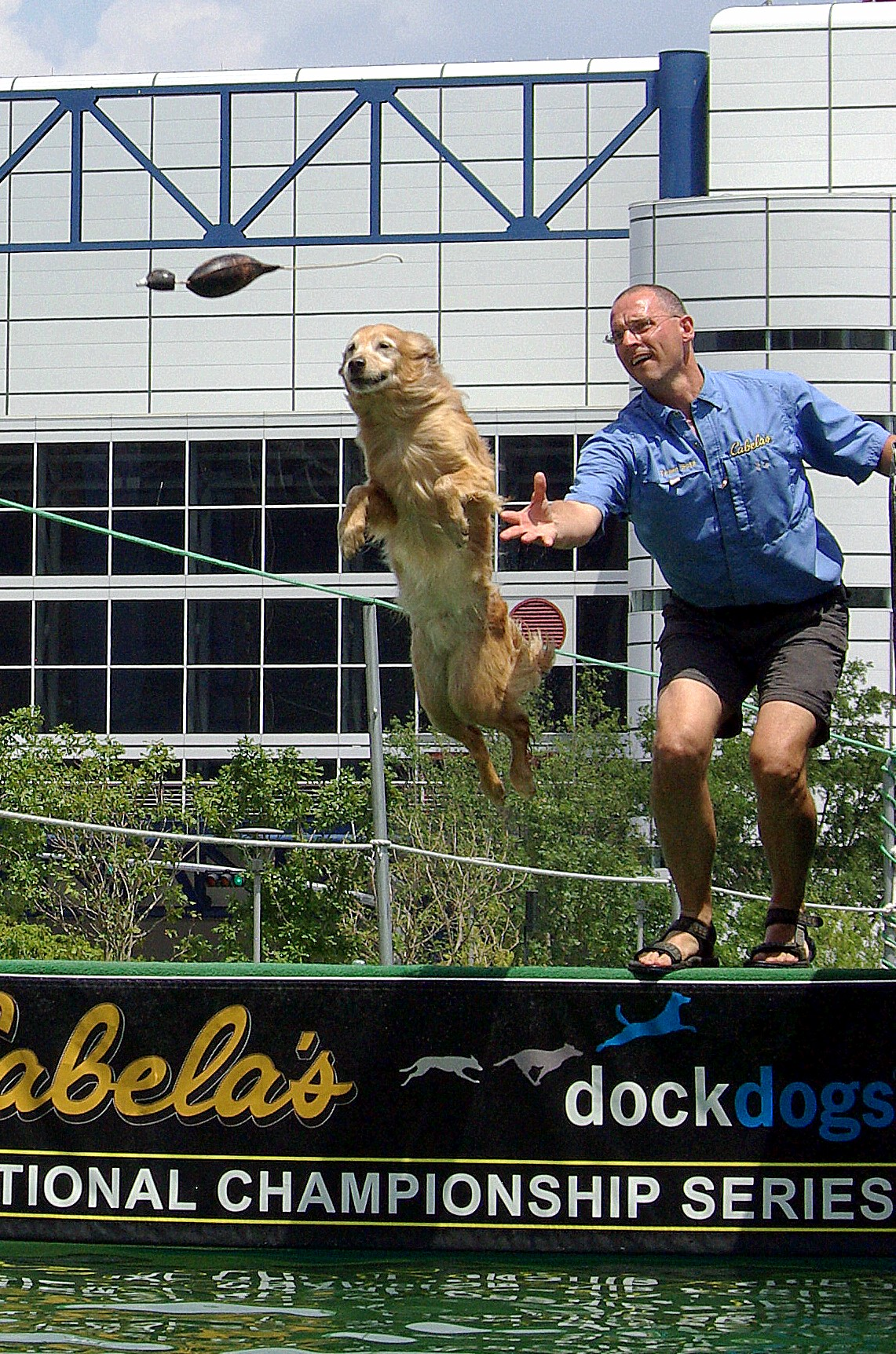
Док-дайвинг

Док-дайвинг — игровой вид кинологического спорта. Основная задача собаки прыгнуть как можно дальше в длину размеченного бассейна, оттолкнувшись от бортика за подвешенной к специальному креплению игрушкой. Проводник запускает собаку за игрушкой с разгона, а судьи замеряют точку приземления собаки в воду, выигрывает собака прыгнувшая дальше всех. Данный вид спорта наиболее популярен в США и Канаде, где проводятся регулярные соревнования и показательные выступления в летнее время года. Не является официальным спортивным нормативом, признанным МКФ. Начинает набирать популярность в России.

### Ноузворк

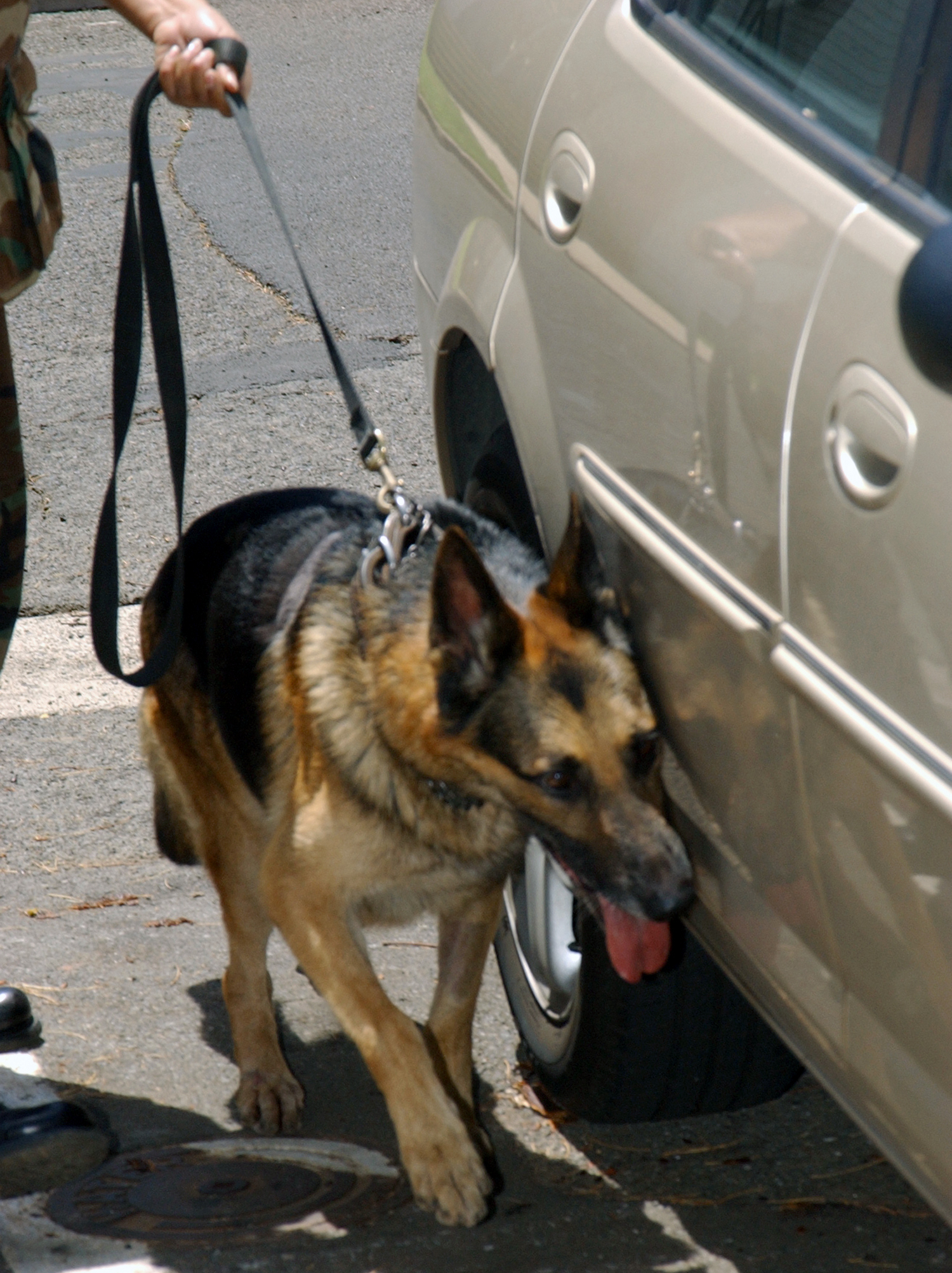
Овчарка ищет источник запаха под машиной

Ноузворк — вид кинологического спорта, созданный в США в начале 2000-х годов. Идея Ноузворк возникла в Южной Калифорнии в 2006 году, а его создателями являются Рон Гонт, Эми Херот и Джилл Мари О’Брайен. Основная цель подготовки собаки в этой дисциплине — научить находить и обозначать источники различных запахов в разнообразных местах и условиях.
Обучение начинается с поиска запахов в ёмкостях различных типов, затем задача усложняется до поиска в помещении, затем на открытой территории с большим количеством отвлекающих факторов, а также на транспортных средствах.
Запахи, используемые в ноузворк, делятся на три вида — натуральные запахи (специи), эфирные масла и гидролаты. Каждая организация ноузворк определяет свой тип и набор используемых запахов. Существует множество запахов, используемых в качестве целевых в ноузворк: гвоздика, корица, эвкалипт, анис, берёза, лавр, апельсин, сосна, лаванда, гаультерия, тимьян, мирт, ветивер и др.
Этот вид спорта быстро набирает популярность во многих странах мира, в том числе и России. В мае 2019 года в Санкт-Петербурге было проведено первое соревнование по Ноузворк в России, в котором приняли участие 22 спортивные пары. Так как не требует особой специальной подготовки от проводника и собаки, в нём могут участвовать собаки любой породы и возраста, а также собаки с какими либо физическими особенностями, (собаки-инвалиды) или перенесшие травмы, что сделало невозможной их карьеру в других видах спорта, требующих хорошей физической подготовки.

## Европейские и американские виды дрессировки

### IGP — международный порядок испытаний служебных собак (бывший IPO)

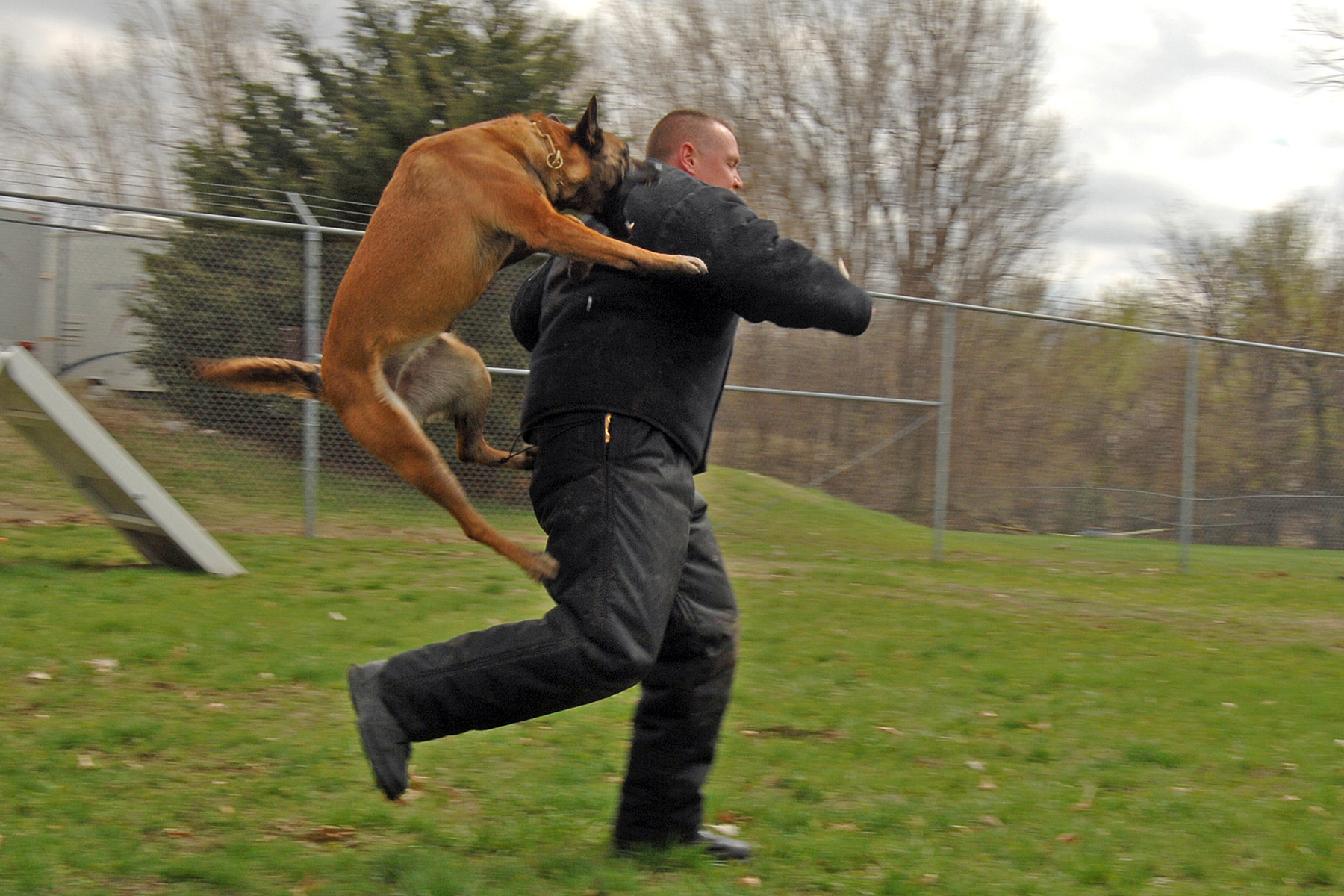
Защитный раздел IGP

IGP (Vielseitigkeitsprufung fur Gebrauchshunde nach International Prufungsordnung) — трёхуровневые испытания служебных собак, включающие в себя следовую работу, послушание и защитную службы, утверждённые FCI. По международным правилам племенного разведения, собаки служебных пород допускаются к разведению только после сдачи IGP-1.
C 1 января 2019 года вступили в силу обновленные правила Международной Кинологической Федерации по этому нормативу, до этого называвшемуся IPO.
IGP делится на 3 степени — I, II и III, последовательно усложняясь. Эти степени включают следовую работу (раздел A), послушание (раздел B) и защиту проводника (раздел C).
К испытаниям допускаются собаки, достигшие следующего возраста (исключения не допускаются):
- IGP-1 18 месяцев
- IGP-2 19 месяцев
- IGP-3 20 месяцев
- IGP-FH 20 месяцев

По IGP проводятся чемпионаты мира, а также монопордные чемпионаты.

## BH (Begleithund) — управляемая городская собака (собака компаньон)

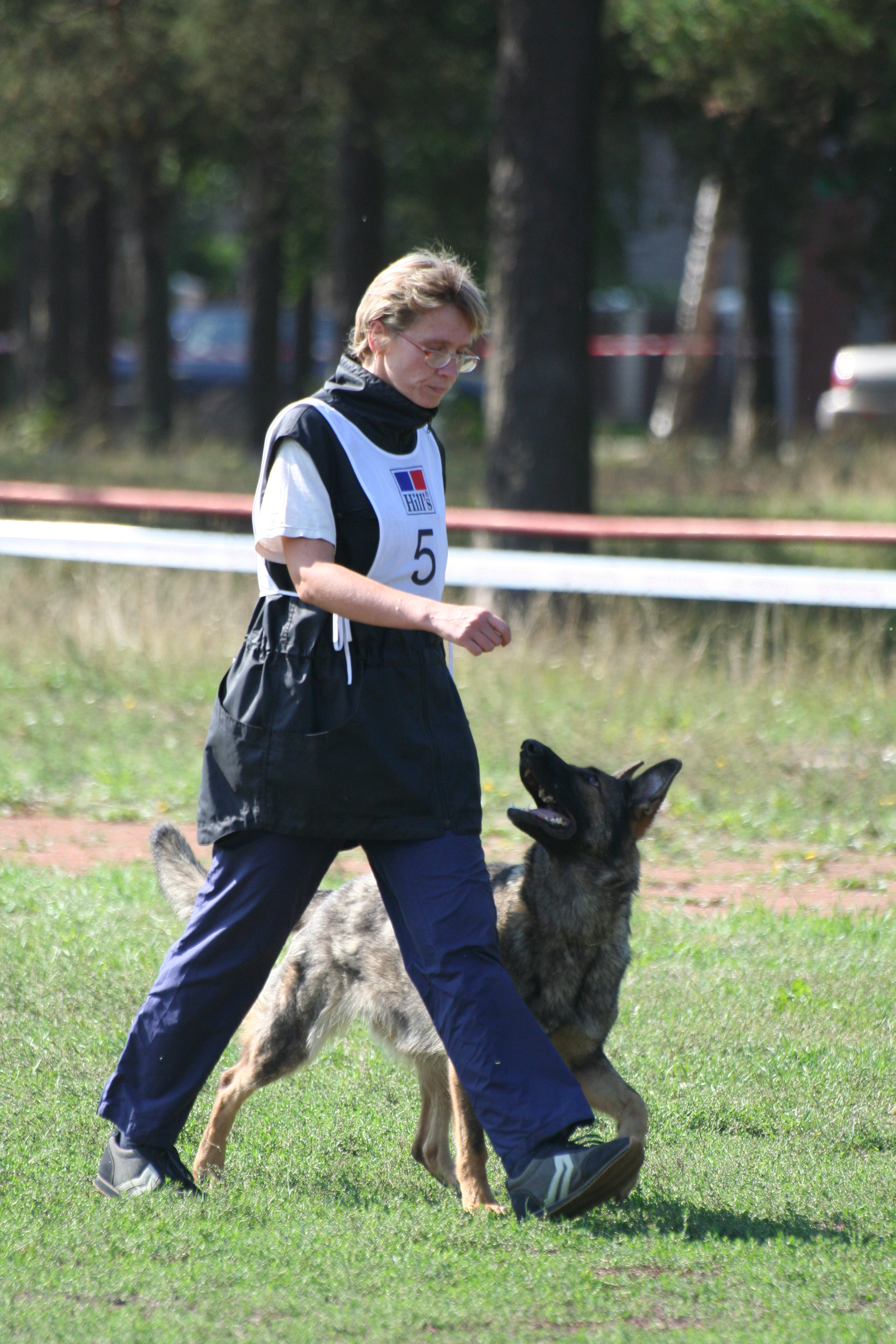
Упражнение «движение рядом»

Международный норматив по послушанию необходимый для собаки любой породы проживающей в социальном обществе. Норматив включает в себя упражнения общего послушания и социальную адаптацию. Методика работы по «ВН» наиболее полно отражает современные методики подготовки собак. По «ВН» можно сдавать экзамен в любой стране в отличие от ОКД.
Основная концепция работы с собакой по «ВН» — социально управляемая собака. Экзамен разделен на 2 части. Первая часть сдаётся на площадке, вторая часть в городских условиях. Нормативное послушание по «ВН» схоже на послушание IPO, но там нет прыжков через барьер и апортировки.
«ВН» является необходимым допуском перед сдачей VPG (бывший Щуцхунд).
В Германии ВН является обязательным для агрессивных пород собак.
Современные школы по послушанию собак используют международные нормативы по дрессировки собак ввиду того, что они отличаются социальной направленностью и нацелены на комфортную жизнь хозяина и собаки.
Основные разделы сдачи норматива ВН:
- Часть А. Испытание на площадке.
  - Движение на поводке
  - Движение без поводка
  - Посадка из движения
  - Укладка с подзывом
  - Укладка собаки при отвлечении
- Часть Б. Испытание при уличном движении.
  - Встреча с группой людей
  - Встреча с велосипедистом
  - Поведение рядом с автомобилем
  - Встреча с бегунами или людьми на роликах
  - Встреча с другими собаками
  - Поведение собаки оставленной на привязи, поведение по отношению к другим животным

### VPG (Vielseitigkeits Pruefung fuer Gebrauchshunde) бывший SchH (Шуцхунд)

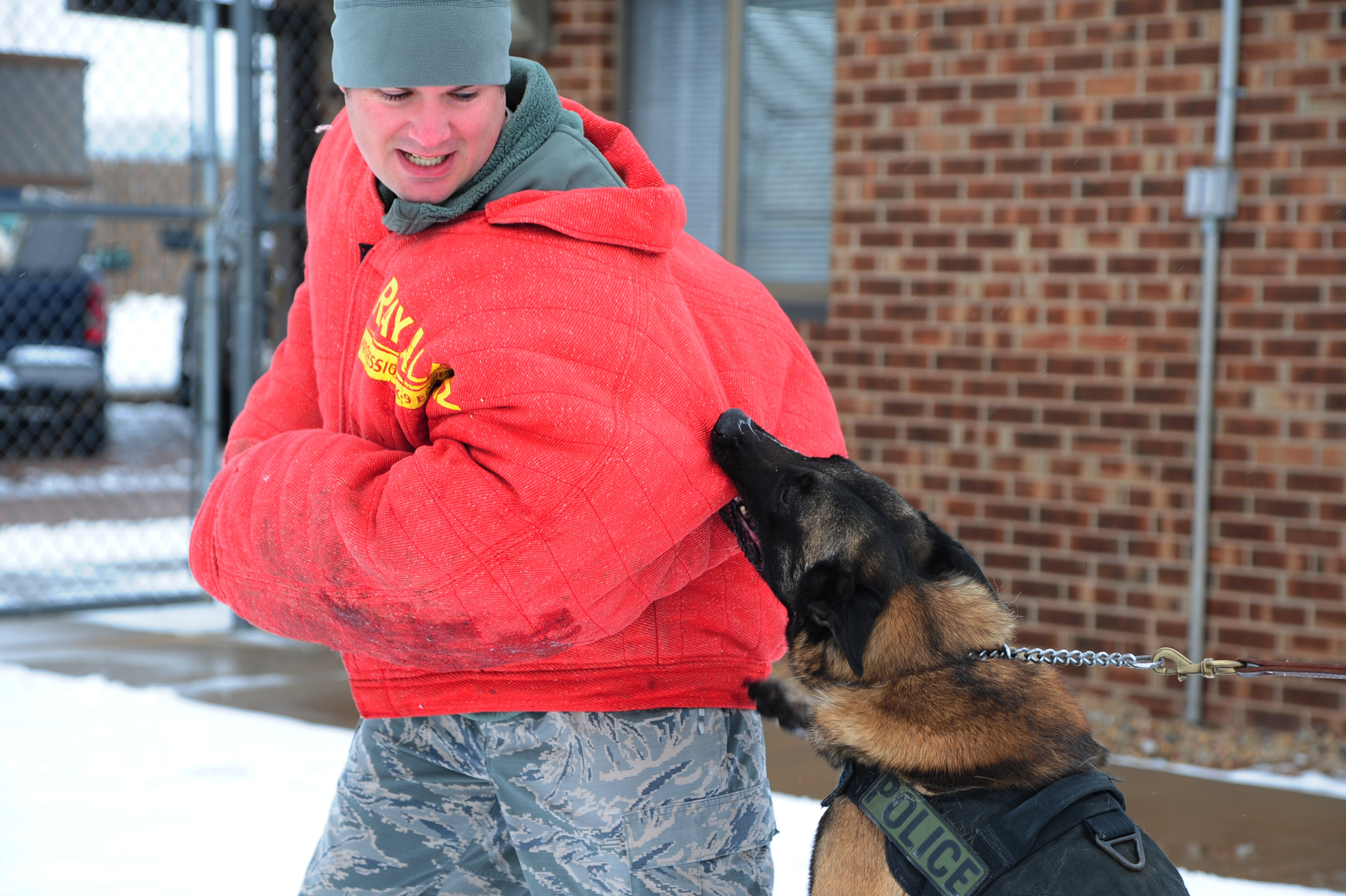
Защитный раздел шуцхунда

Немецкая национальная система дрессуры. Этот вид дрессировки появился в Германии в 1900 году, в качестве испытаний служебных качеств немецких овчарок. Однако к середине XX века перешёл от служебной службы к спортивному направлению.
Дрессировку по VPG могут проходить любые породы собак, но чаще всего дрессируют немецких овчарок.
VPG подразделяют на три класса сложности: VPG 1, VPG 2, VPG 3. Все три раздела включают в себя следовую работу, послушание и защиту. Ступени отличаются между собой степенью сложности и набором команд.
С 2012 года данная дисциплина по решению FCI не существует.

### Мондьоринг
Название спорта Мондьоринг (Mondio Ring (Mondioring), WorldRing) переводится как Всемирный ринг. Это комбинация Французского ринга, Бельгийского ринга, KNVP (голландский спорт) и Schutzhund. Этот вид кинологического спорта очень популярен во Франции, Бельгии, Швейцарии, Италии, Финляндии — практически во всех Европейских странах.

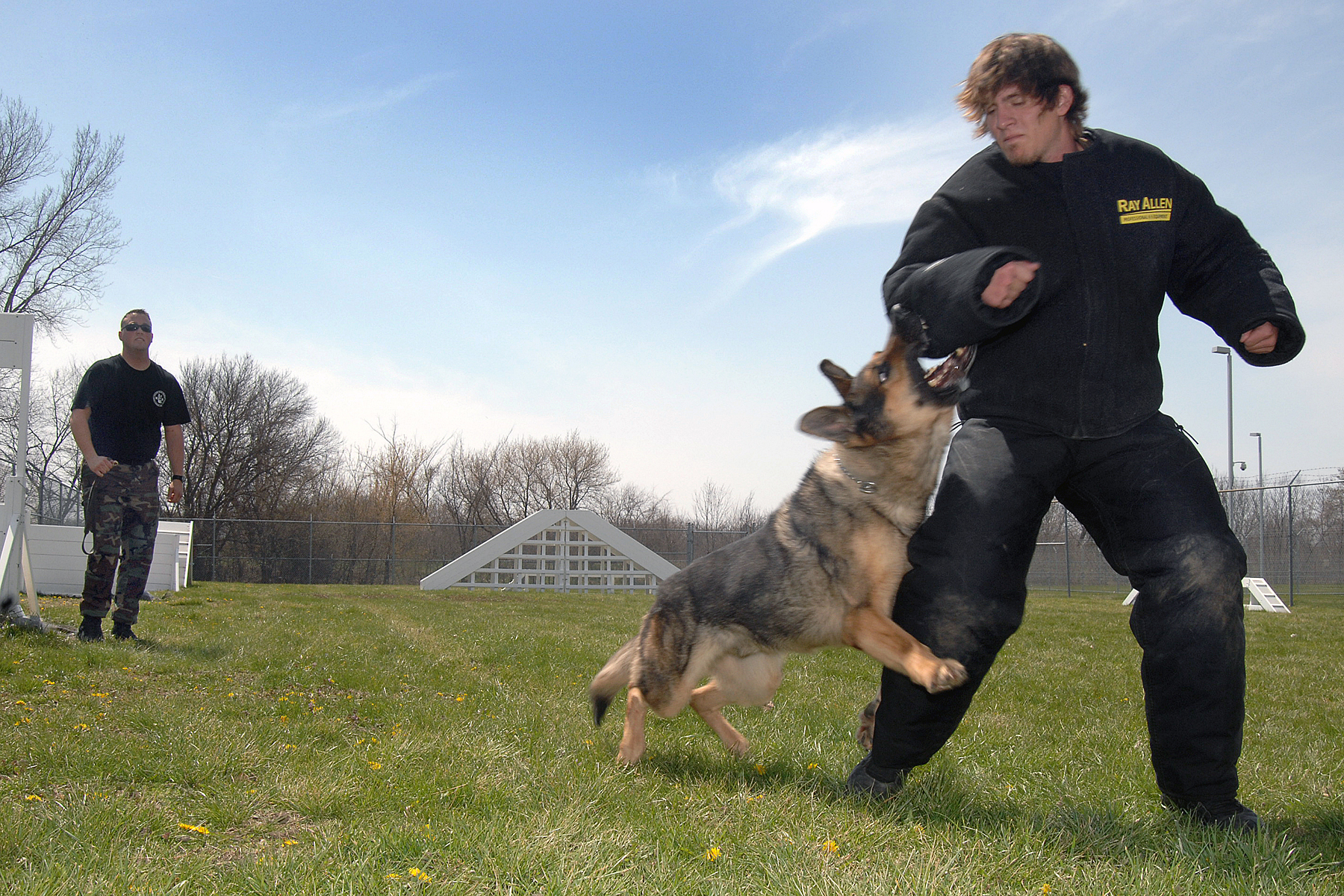
Немецкая овчарка выполняет задержание

Идея создания мондьоринга зародилась во время встречи нескольких любителей-дрессировщиков во время чемпионата Франции по французскому рингу в начале 80-х годов в одном из ресторанчиков города Мец. На той первой встрече присутствовали представители: Голландии, Швейцарии, Италии, Бельгии и Германии. Тогда и было решено провести международные показательные выступления/соревнования для обмена опытом и представления национальных программ, для формирования единого вида спорта, который будет сочетать в себе все лучшее, от национальных дисциплин этих стран.
В 1990 году Мондьоринг как спорт был официально признан во Франции, а в 1995 году уже признан Международной кинологической федерацией (FCI). Российские спортсмены успешно начали выступать в мондьоринге с 2009 года.
Создатели мондьоринга попытались объединить в нём элементы лучших мировых защитных видов спорта с собаками. Благодаря разнообразию отвлекающих факторов и ситуаций, обыгрываемых во время демонстрации собаками выработанных навыков, Мондьоринг интересен как для зрителей, так и для участников.
От собак требуется работа при отвлекающих факторах и усложнениях очень высоко уровня (звуки, запахи, препятствия, сложная окружающая среда). Этого можно ожидать только от животных с очень устойчивой нервной системой, прекрасным желанием работать, сбалансированной мотивацией и отсутствием фобий. Однако, даже самые одаренные с точки зрения генетика собаки, без грамотной и длительной подготовки не смогут справиться с программой Мондьоринга. Мондьоринг не является допусковым нормативом к разведению.

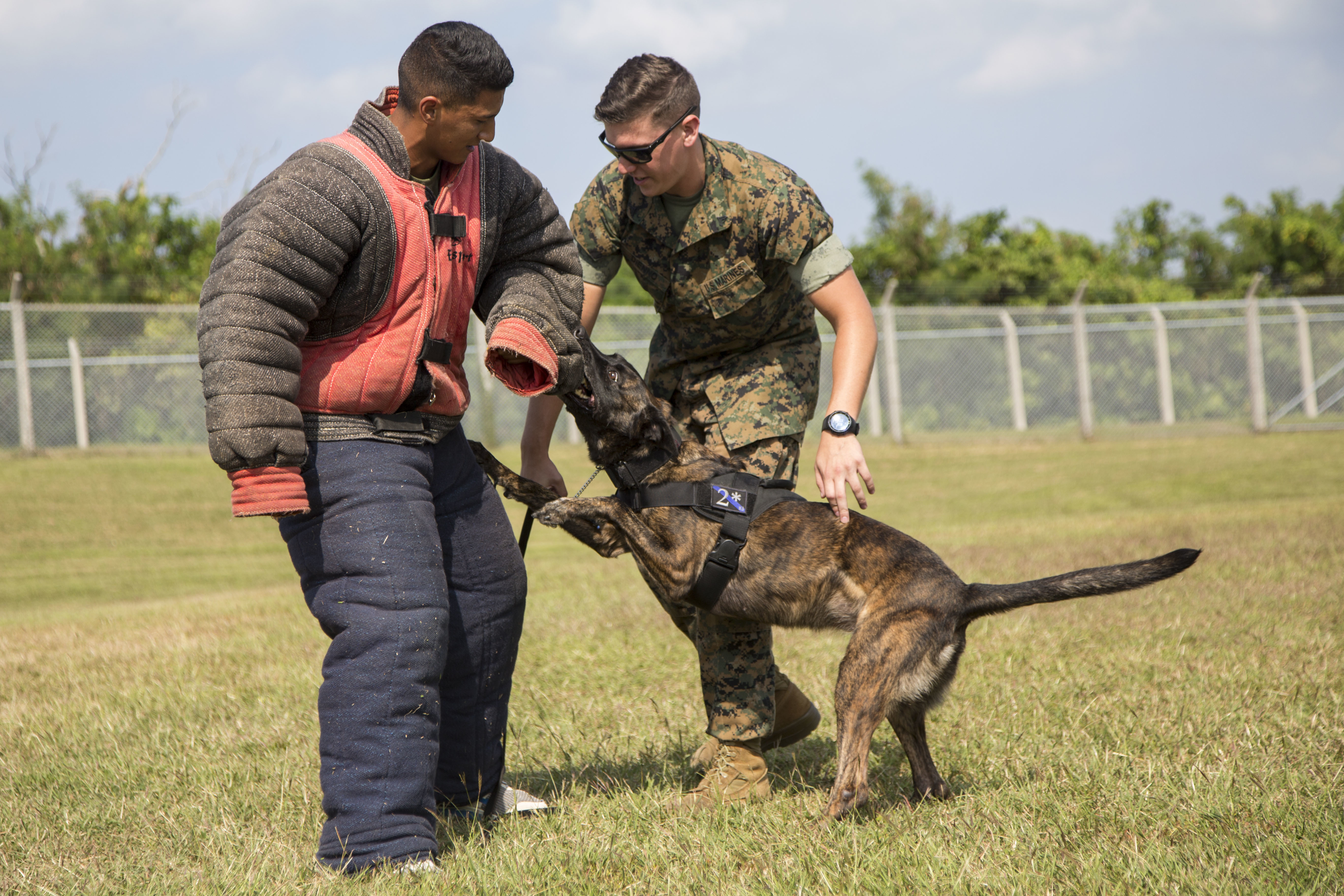
Голландская овчарка работает защитный раздел

Соревнования по мондьорингу включают в себя три уровня сложности. Проводится монопородный Чемпионат Мира среди Бельгийских овчарок в разделе мондьоринг во всех трёх уровнях. А также всепородный Кубок Мира и Гран При, где Кубок Мира присуждается только в третьем, самом сложном уровне сложности. Также в рамках Кубка Мира проходят соревнования помощников в защитном разделе (фигурантов). Победители этих соревнований становятся фигурантами на следующем Кубке Мира.
Каждый из уровней включает в себя три раздела: послушание, прыжки, защиту. При увеличении уровня сложности увеличивается количество упражнений во всех разделах, а также время выступления, например в первом уровне 15 минут, в третьем — до 45 минут. Все разделы проводник с собакой проходят подряд без отдыха. Самым зрелищным является защита, включающая в себя фронтальную атаку, защиту проводника, атаку вдогонку, обыск-облайку-конвой (с попытками побега), охрану вещи, прерванную атаку вдогонку, фронтальную атаку с предметами.

### Обидиенс

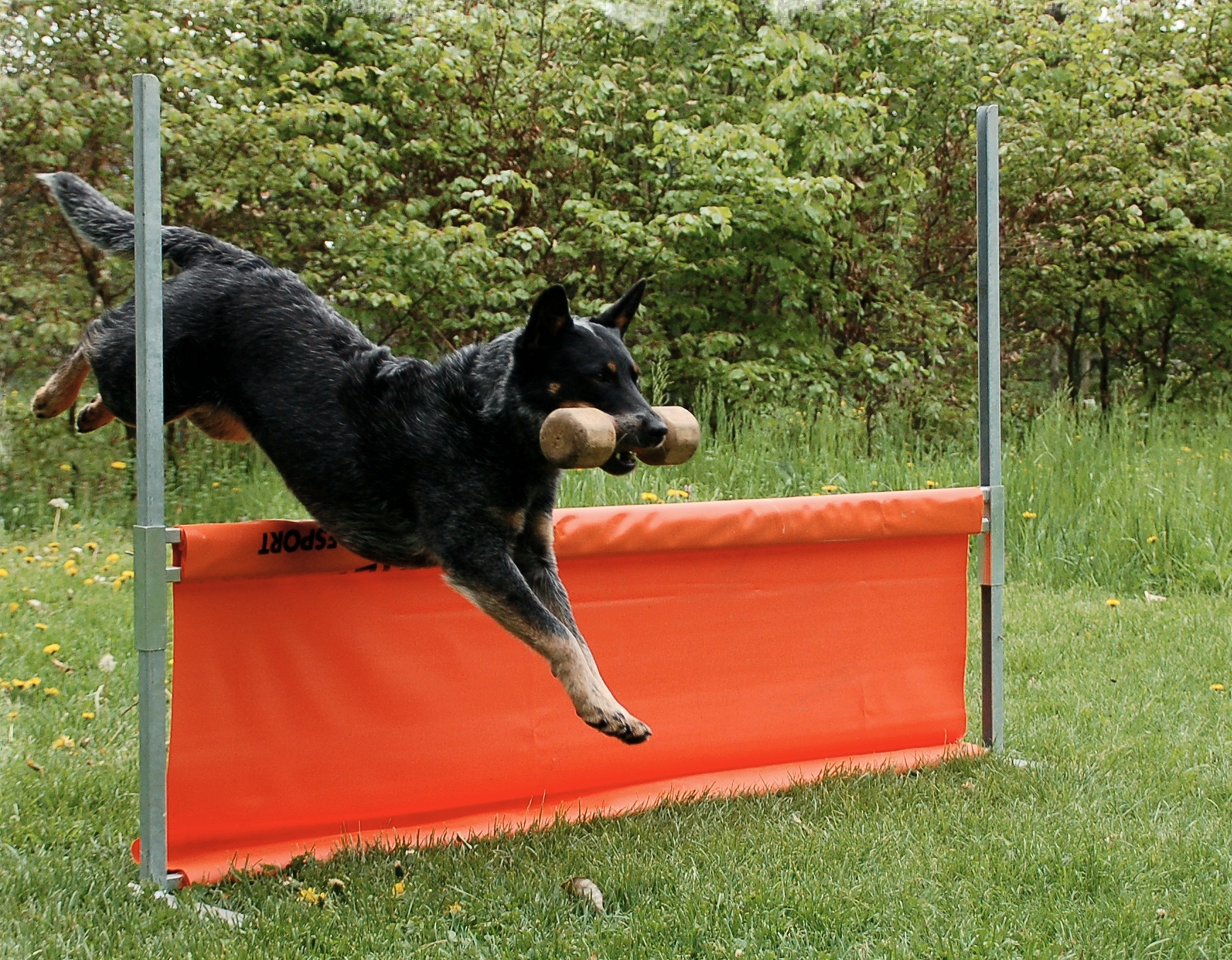
Апортировка через барьер

Обидиенс — международный норматив по послушанию. Считается наиболее сложным среди официальных нормативов по послушанию собаки, принятых FCI. Соревнования проводятся в классах Обидиенс-1, Обидиенс-2 и Обидиенс-3 или Международный класс. Классы отличаются по уровню сложности. Для участия в первом классе собака должна достигнуть возраста восемнадцати месяцев. А для перехода в следующий класс получить от судей оценку «отлично» и необходимое количество баллов в предыдущем классе.
Международная Кинологическая Федерация проводит Чемпионат Мира по обидиенс в международном классе. Это самые престижные соревнования по обидиенс. В 2016 году Чемпионат Мира проводила Российская Кинологическая Федерация в Москве.

### Ралли-обидиенс

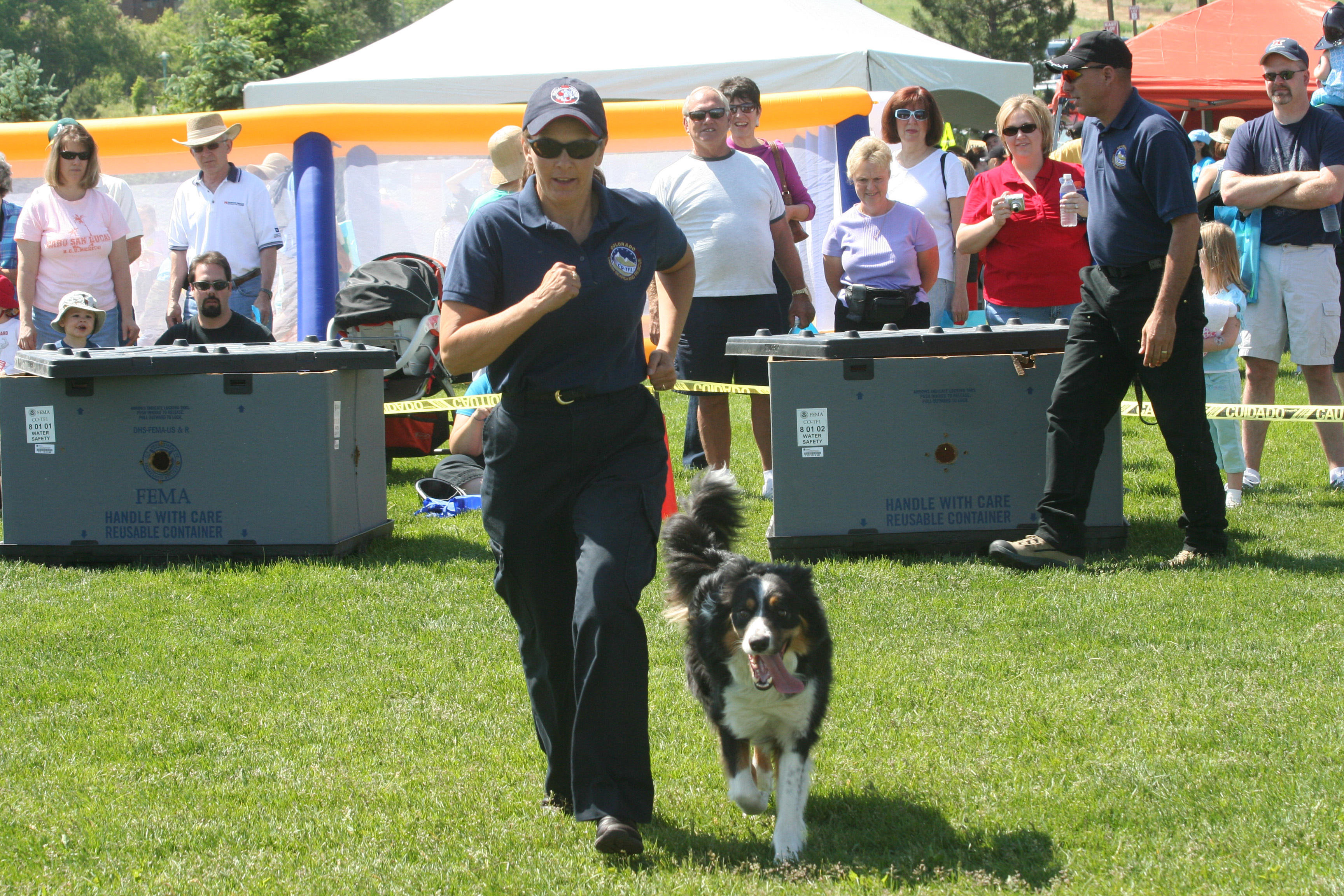
Собака выполняет команду «рядом»

Ралли-обидиенс — молодой вид кинологического спорта, представляющий собой разновидность норматива по послушанию. Многие упражнения основаны на правилах международного класса обидиенс, признанного МКФ, но видоизменены. Ралли-обидиенс ближе к игровым видам дрессировки, чем обидиенс. Это более зрелищный, менее жесткий в судействе и требованиях к собаке и проводнику норматив. Собака и проводник проходят последовательность упражнений с различными усложнениями, в которых собака демонстрирует навыки движения рядом, принятие позиций, апортировку, высыл в указанном направлении. Это вид спорта доступен для проводников с любым уровнем подготовки и собак любой породы и возраста.